# Patagonia
La Patagonia es una región geográfica, histórica y cultural ubicada en el extremo sur del Cono Sur de América. Políticamente comprende territorios que fueron colonizados por Argentina (Patagonia argentina) y Chile (Patagonia chilena) a partir de mediados del siglo XIX. Hasta entonces, Patagonia era un territorio pluriétnico independiente del dominio colonial hispano, poblado por tehuelches (o aonikenkes), kawésqares, yaganes, selknames (u onas) y haushes. En su zona norte predominaban los tehuelches y distintas parcialidades mapuches.
Desde el punto de vista orográfico, climático y biológico, la Patagonia se divide en dos áreas:
- La zona andina al oeste, que comprende el tramo austral de la cordillera de los Andes hasta la costa con el océano Pacífico, con clima húmedo y bosques.
- La zona extrandina al este, que incluye la meseta patagónica hasta la costa atlántica, con un clima desértico y estepas o monte arbustivo.

Suele considerarse que desde el océano Atlántico, la Patagonia se extiende al sur del río Colorado (Argentina) hasta la cordillera de los Andes, mientras que por el Pacífico, actualmente Chile, la Patagonia comenzaría por el norte entre la región de la Araucanía y el Chiloé continental o la región de Aysén.
Geológicamente se ha planteado su comienzo en la falla de Huincul
De manera más aceptada se ha planteado que incluiría los archipiélagos al sur de Chiloé (Patagonia occidental, territorio histórico kawésqar) y comprendería las tierras continentales (territorios históricos tehuelches (o aonikenkes) junto al archipiélago de Tierra del Fuego (territorio histórico yagán, selknam y haush) y las islas Malvinas, inhabitadas hasta el siglo XIX.
Al año 2017 la población de toda la región patagónica (tanto la chilena como la argentina) se estima en unos 2,7 millones de habitantes.
Las principales fuentes económicas son: el turismo, el petróleo, la pesca y la industria acuícola, las energías renovables, el gas y la ganadería, entre otros.

## Toponimia
El primer uso del nombre Patagonia se remonta a Fernando de Magallanes (1480-1521) en 1520 durante su expedición alrededor del mundo (1519-1522), según lo refiere el aristócrata renacentista italiano Antonio Pigafetta (1480-1534), quien acompañó en calidad de cronista a la expedición. En efecto, después de que los expedicionarios hicieron contacto con los tehuelches, Pigafetta escribe: «Nuestro capitán llamó a este pueblo “patagones”».
Debido a que se avecinaba el invierno austral, Magallanes decidió pasarlo en una bahía ubicada a 49° de latitud sur, a la que bautizaron como «puerto de San Julián», por haber llegado allí el día de San Julián de Cesárea. 
Al escasear las provisiones fue necesario hacer un primer racionamiento de víveres, lo que dio lugar a un amotinamiento en tres de las cinco naves. Los capitanes Luis de Mendoza y Gaspar de Quesada fueron ejecutados, mientras que Juan de Cartagena fue abandonado en la costa desolada de la misma bahía junto al sacerdote que había dirigido el amotinamiento.
En ese momento, Antonio Pigafetta menciona por primera vez en su relato el nombre del lugar como «Terra Patagonia».
El sacerdote español Francisco López de Gómara (1511-1559) afirmó erróneamente que Magallanes habría observado los grandes pies de los indígenas y los habría llamado en su idioma natal (el idioma portugués) «patagão» (es decir, ‘pata grande’, si bien se debe notar que dicha palabra no existe en portugués.
Otros autores, sin hacer referencia al idioma portugués, mantienen que «patagones» habría derivado de «patones», o ‘gente de pies grandes’. Hay que notar, sin embargo, que el cronista Pigafetta escribió en su relato del viaje de Magallanes: «Nuestro capitán llamó a este pueblo “patagones”...», sin mencionar el porqué de tal denominación.
En otras páginas del texto, así como en el mapa que lo acompaña, utiliza también el topónimo Patagonia.
Ambos términos, «patagón» y «Patagonia», se difundieron ampliamente y fueron utilizados en la cartografía y los nombres regionales. Dada la incertidumbre sobre el origen cierto de los mismos, se avanzaron otras hipótesis con etimologías indígenas o europeas, que no prosperaron.
A partir de la hipótesis de la filóloga, medievalista y clasicista argentina María Rosa Lida de Malkiel (1910-1962),
se acepta que la lectura de Primaleón, novela de caballerías publicada en Salamanca (España) en 1512, dio origen al nombre de este pueblo. En efecto, en ella se describe la heroica captura de un supuesto gigante bárbaro denominado Patagón. Esta lectura llevaría a Magallanes a utilizar el nombre para los tehuelches, por su condición de salvajes y su gran tamaño en relación con los europeos. De patagones derivó el nombre de la región de manera similar a como, tiempo después, lo sería California (que también debe su bautismo a otro romance, Las sergas de Esplandián).
Según Javier Roberto González, esta tesis puede ser argumentada a partir de la lectura de Palmerín-Primaleón.
El investigador argentino Miguel Doura observó que posiblemente el término «patagón» en la novela Primaleón derive de la antigua Paflagonia.

### Concepto de Patagonia
El área del ámbito que abarcó el concepto «Patagonia» fue variando a lo largo de los siglos. Inicialmente, en el siglo XVI, el cosmógrafo Antonio Pigafetta, integrante de la expedición de Fernando de Magallanes, le dio el nombre de Patagonia a todo el territorio americano al sur del Río de la Plata. Luego, la denominación europea original fue siendo restringida. Hasta casi el final del siglo XIX el poder del Imperio español y, posteriormente el de sus países sucesores, Argentina y Chile, en los territorios de la parte austral de América del Sur se veía limitado o comprometido por la existencia de belicosas etnias indígenas lo suficientemente organizadas para presentar tenaz resistencia a su sometimiento. En especial los mapuches, pero también otros pueblos tales como: pampas, ranqueles, huarpes, puelches y tehuelches septentrionales, parte de los cuales sufrieron desde el siglo XVIII un proceso de araucanización o mapuchización.
Esta dificultad, sumada a lo inhóspito de su clima, generaba también obstáculos para su exploración, por lo cual las características geográficas de buena parte de la región permanecieron ignotas, incluso algunas hasta el siglo XX. A medida que la conquista militar de los territorios indígenas se fue consolidando (en líneas generales de norte a sur), con su ulterior integración a los esquemas productivos de las nuevas repúblicas, los límites de la región patagónica fueron mutando y en especial, lo que sus propios habitantes entendían como «Patagonia» y la disyuntiva de considerarse ellos mismos como «patagónicos» o no autoincluirse en ella.
El concepto «Patagonia» nace básicamente de una visión europea de la región, por lo cual no era compartido por las etnias originarias y sus descendientes; en cambio, está fuertemente arraigado en la población local con ancestros europeos y hasta con los que arribaron a los territorios australes en fecha reciente.[cita requerida]

## Límites y ubicación
En la actualidad, el límite norte de la Patagonia argentina, en sentido este-oeste, está considerado por la línea que conforma la desembocadura del río Colorado en el mar Argentino y continúa por este hasta la confluencia de los ríos Grande y Barrancas (límite entre las provincias de Neuquén y Mendoza). La región continúa por este hasta el límite con la República de Chile.
Por su parte, el límite norte de la Patagonia chilena no está del todo definido. El límite, en sentido oeste-este, se inicia en el seno de Reloncaví, siguiendo por el estuario del Reloncaví, el río Petrohué, el lago de Todos los Santos y el río Peulla, hasta alcanzar el cerro Tronador en el límite con Argentina.
También existen quienes indican y extienden su ubicación al norte hasta los 39° de latitud sur, a la altura de Villarrica;
sin embargo, actualmente se considera también el territorio situado más al norte, denominándolo Norpatagonia, desde el seno de Reloncaví hasta la región de la Araucanía, en consideración de la falla de Huincul.
Por el sur, el límite de la Patagonia chilena solía ser fijado en el estrecho de Magallanes, pero actualmente suele ser extendido hasta el cabo de Hornos.

### Mapas antiguos

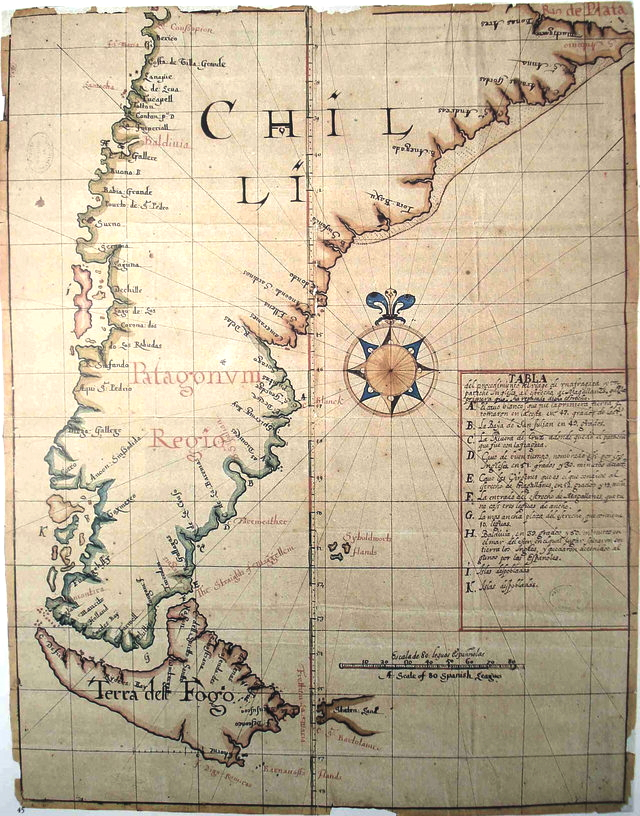
Mapa de 1671.
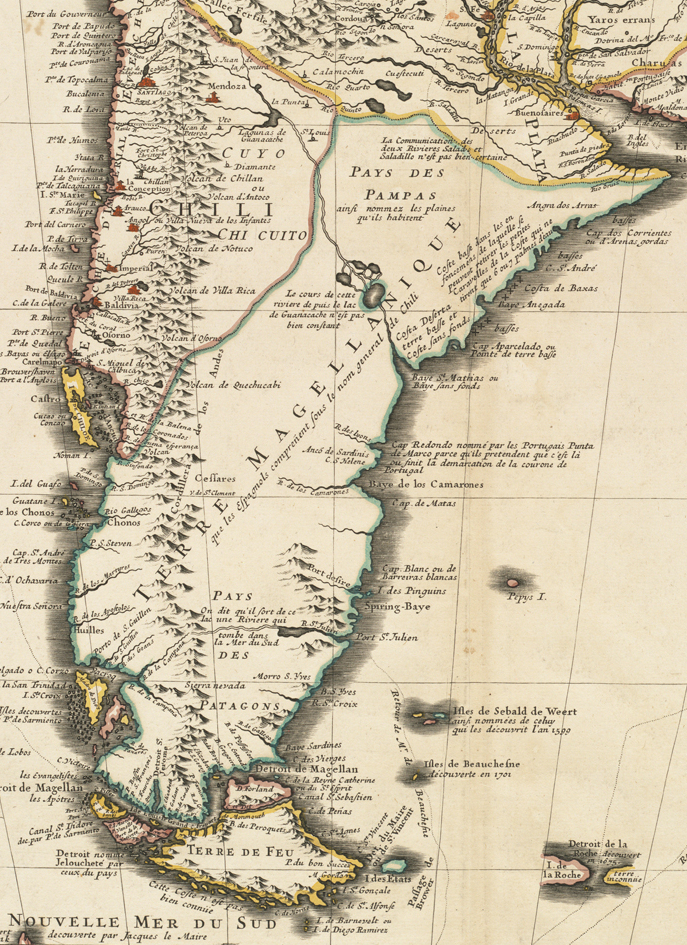
Mapa del francés Guillaume de l’Isle de 1703 mencionando a la "Terra Magellánica" con el subtítulo "que los españoles comprenden con el nombre general de Chile".
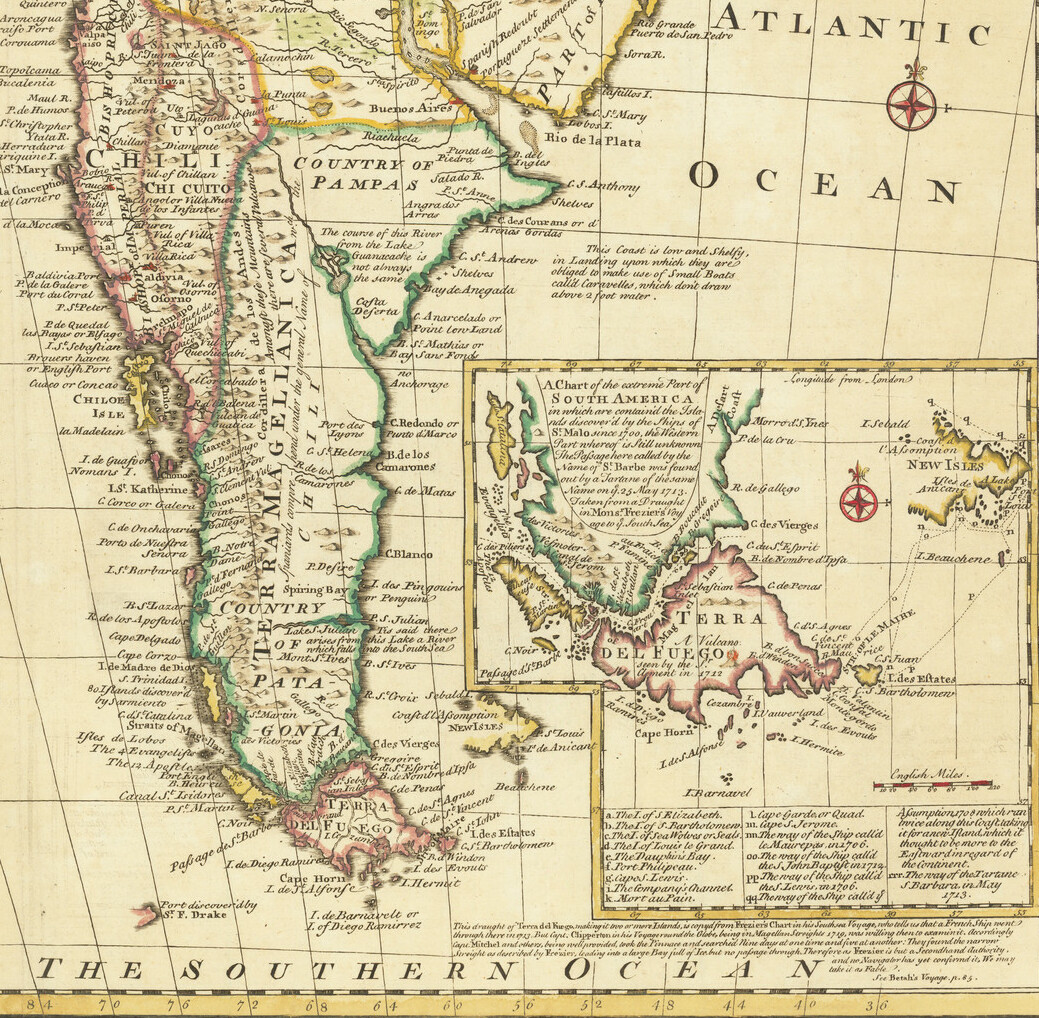
Mapa del inglés Emanuel Bowen con el mismo texto que el de Guillaume de L'Isle pero en inglés.
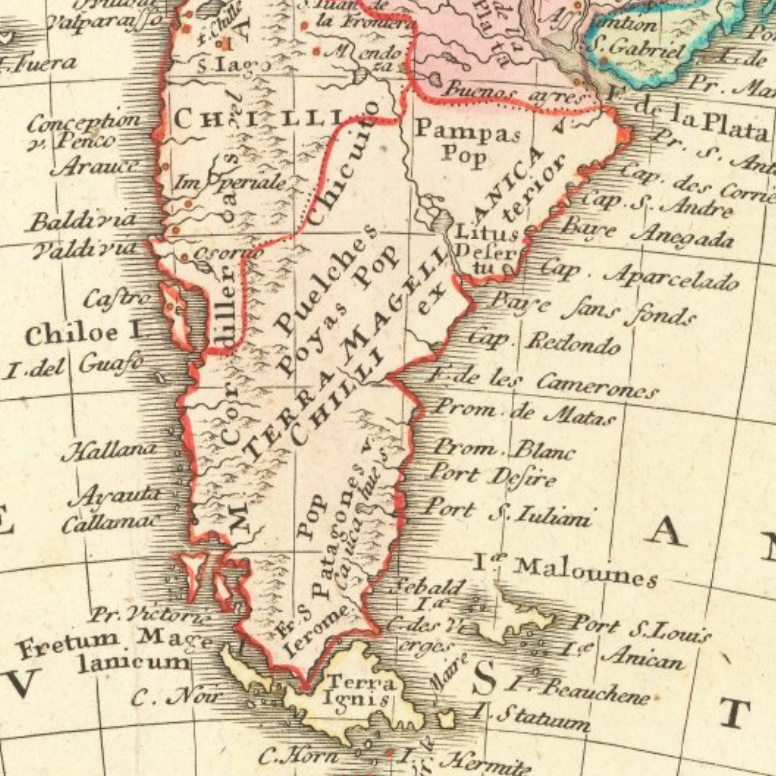
Mapa de Homann Heirs y Johann Matthaus Haas de 1746, se menciona a la Terra Magallánica como "Chile Exterior".
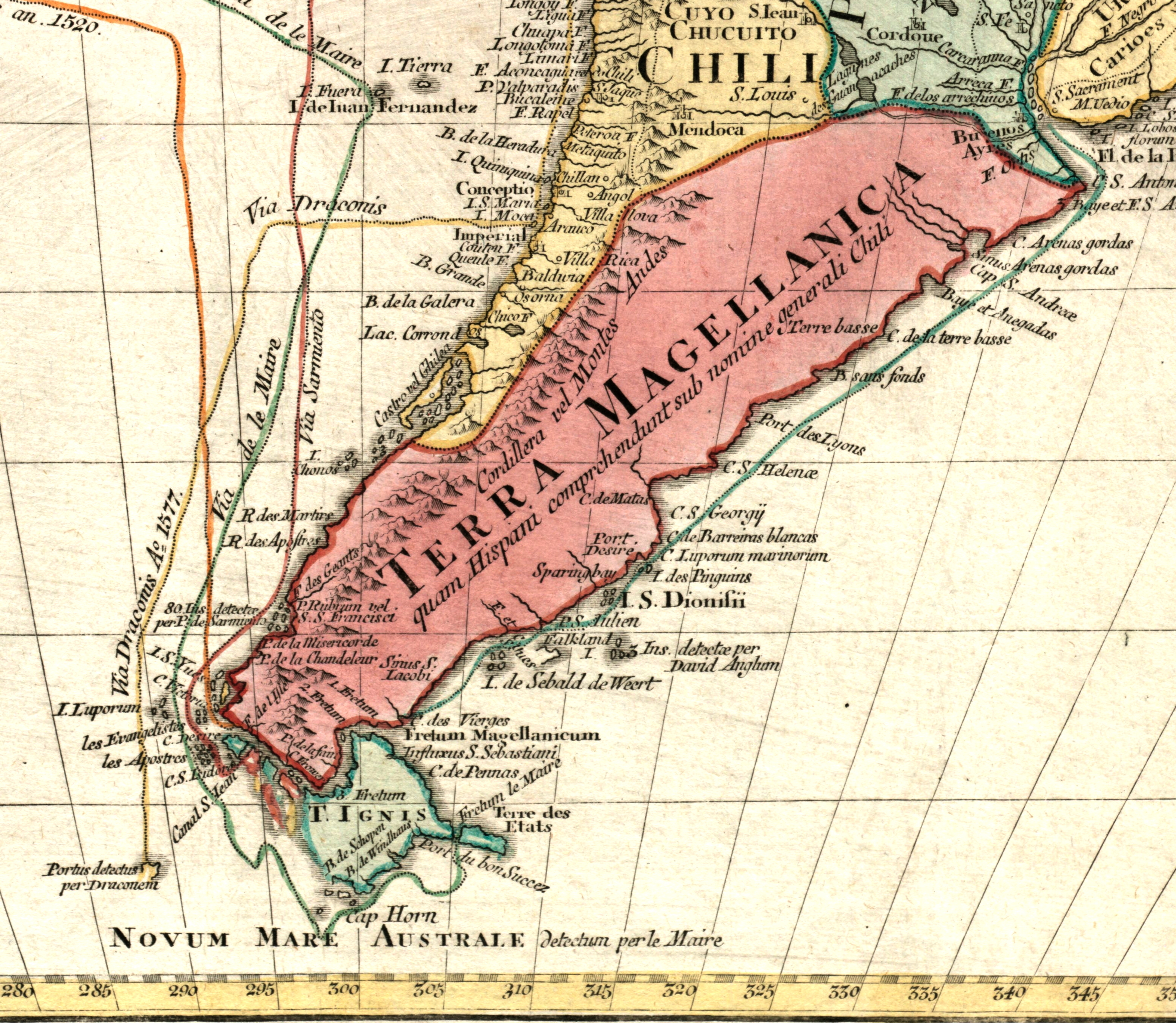
Mapa de 1772 en latín con el mismo subtítulo que mapas anteriores.
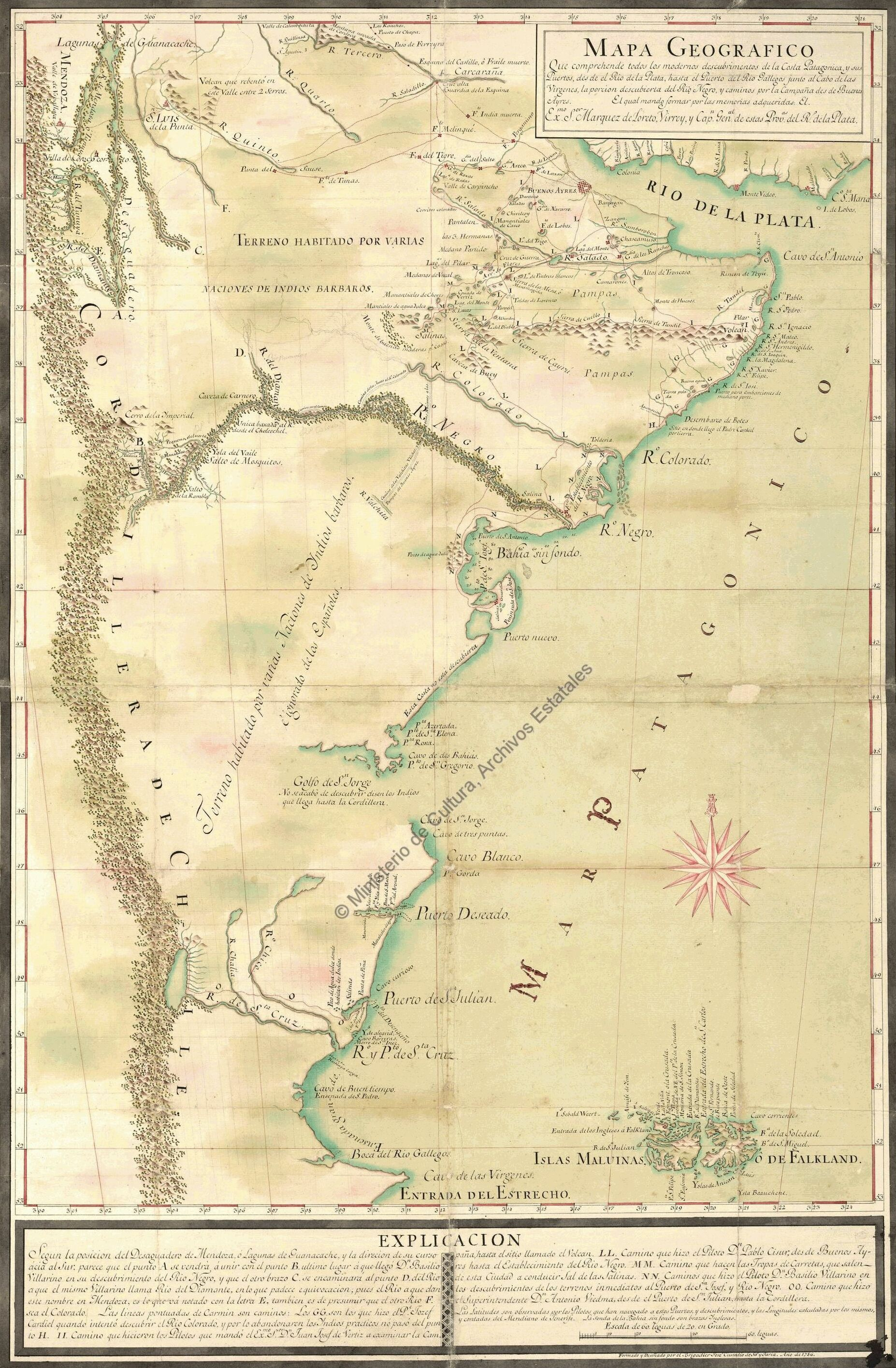
Mapa de las costas patagónicas del marqués de Loreto Nicolás del Campo de 1786 en donde se menciona a la cordillera de los Andes como cordillera de Chile.
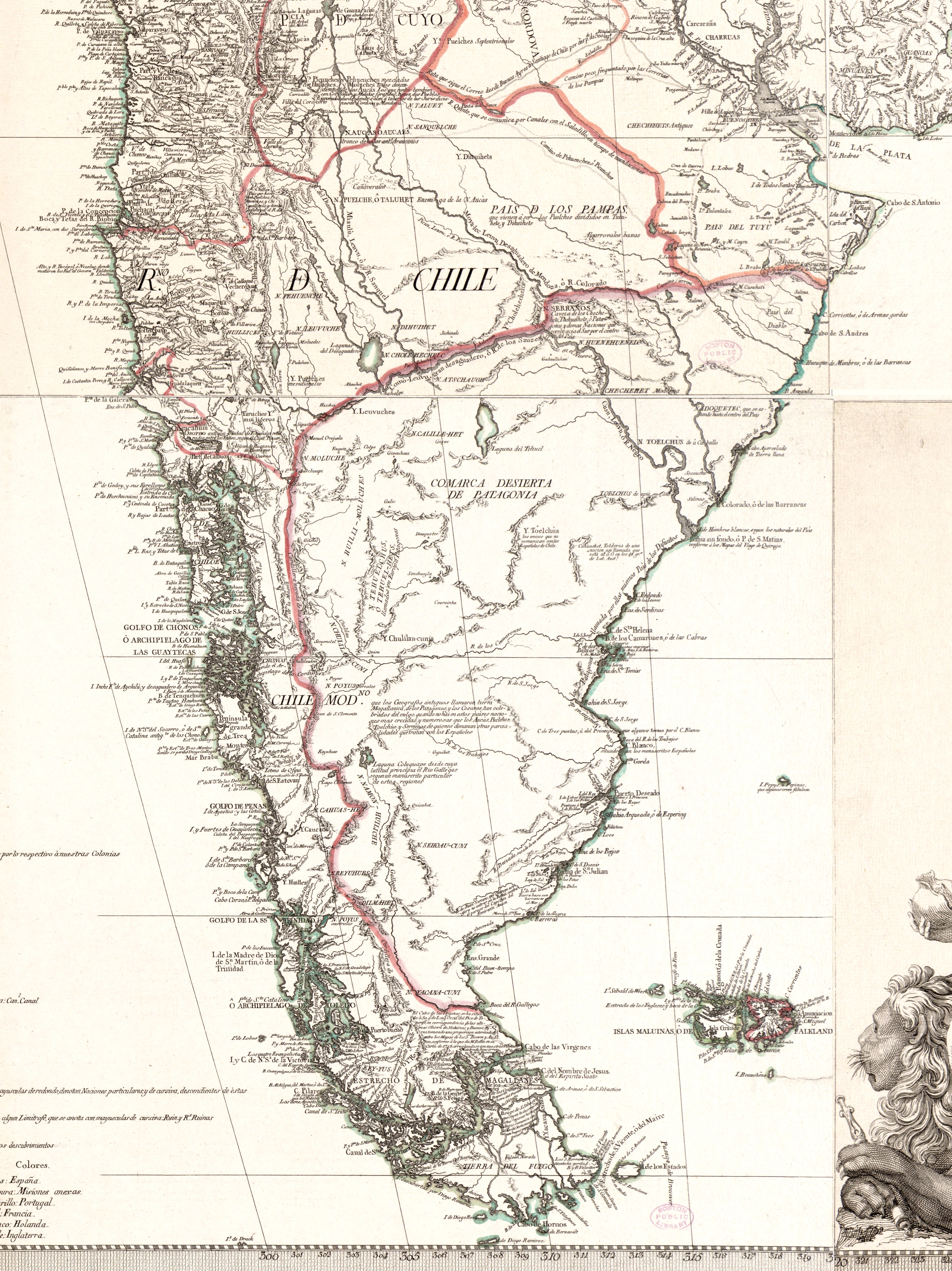
Mapa de Juan de la Cruz Cano y Olmedilla (cartógrafo oficial del rey de España), de 1775. En el interior de la Patagonia aparece el texto «Chile moderno» para diferenciarlo del «Chile antiguo» (el territorio del reino de Chile ya poblado).
Mapa de Juan de Lángara de 1798 el cual indica «Reyno de Chile» en el lado occidental de la cordillera de los Andes.
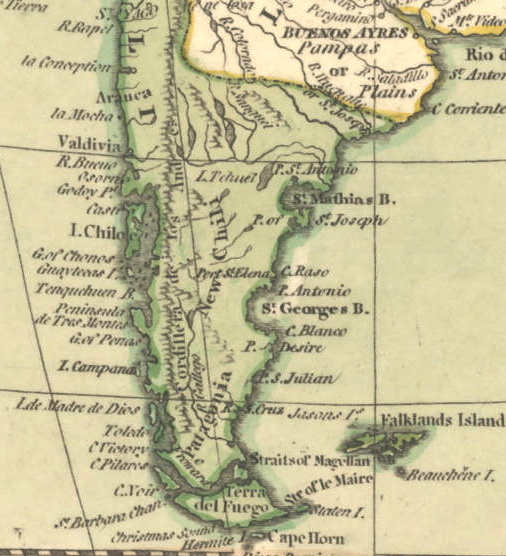
Mapa británico que nombra a la Patagonia como "New Chili" y la asigna dentro de la jurisdicción de Chile.
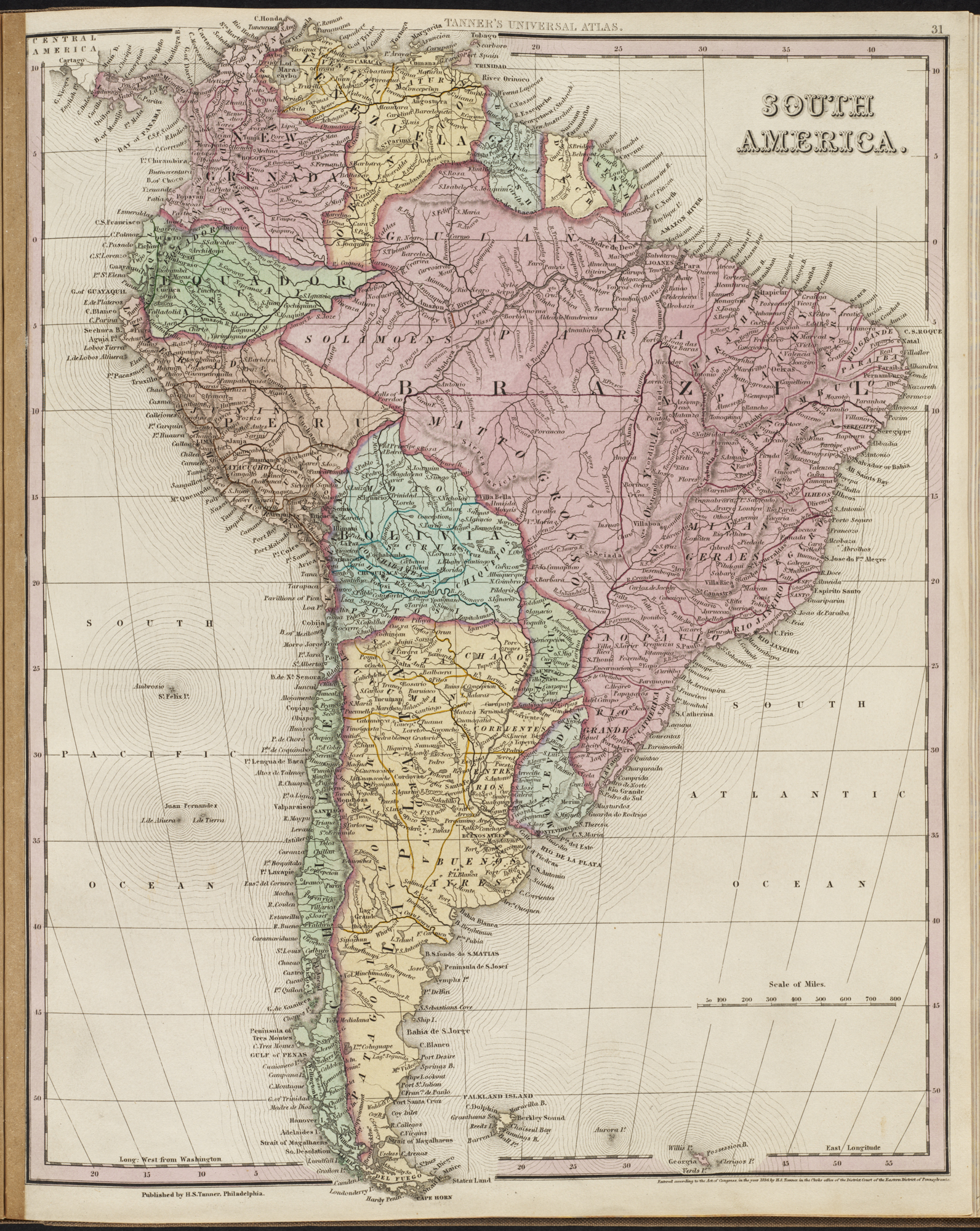
Mapa de Sudamérica, de 1836, realizado por Henry S. Tanner, en el cual la Patagonia oriental está dentro de la jurisdicción de Argentina.
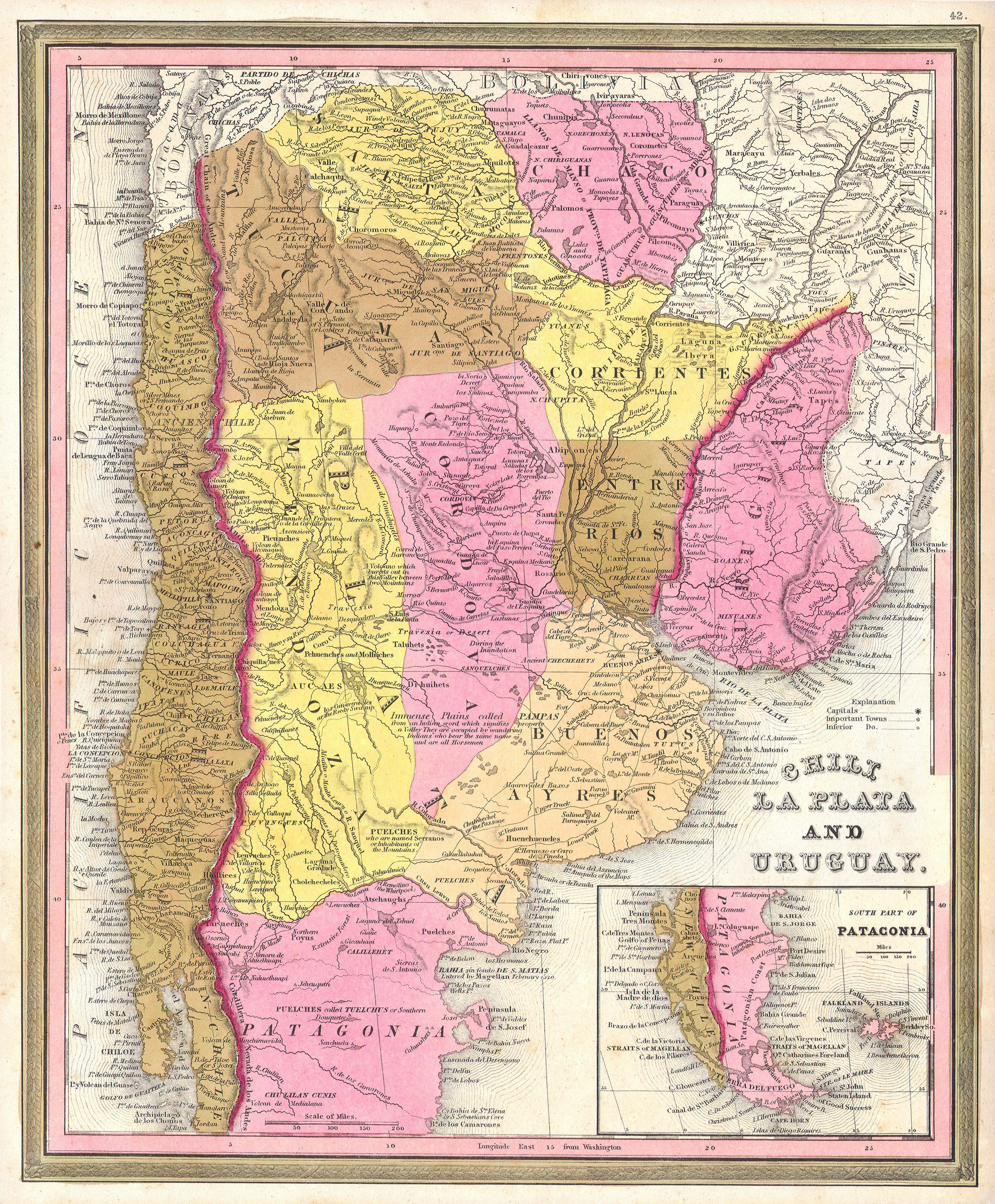
Mapa titulado “Chili, La Plata and Uruguay”, de 1846, realizado por Samuel Augustus Mitchell, en el cual aparece la denominación “New Chili” (Chile Moderno) en vertical y en el lado occidental de la Cordillera de los Andes y la Patagonia oriental está asignada a la Argentina.
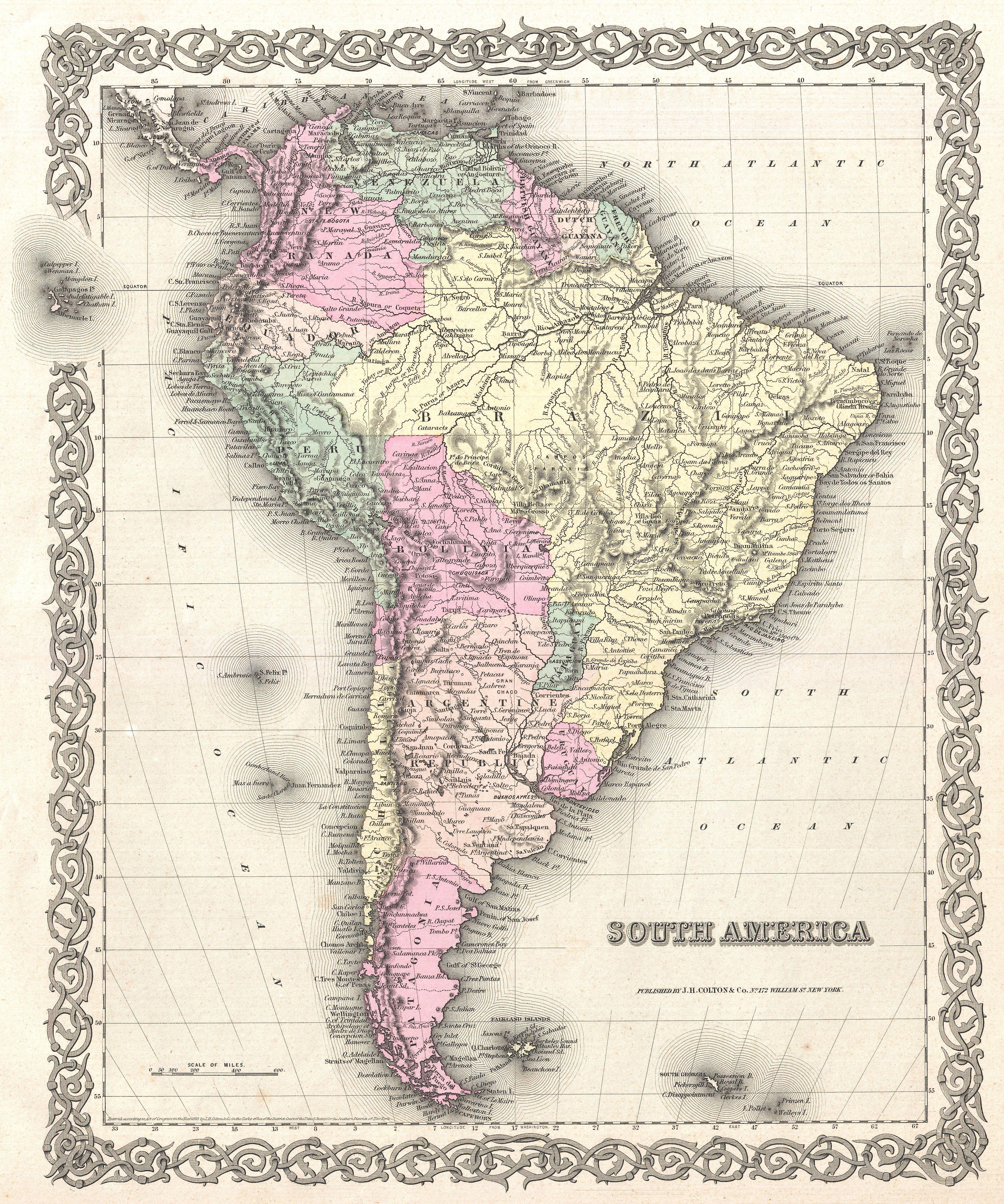
Mapa de la Patagonia de F. A. Garnier, 1862, en donde se lee la siguiente aclaración en francés: “Cette vaste Contrée dépendait jadis de l’ancienne Vice-Royauté de Buénos-Ayres; et, à ce titre, elle est aujourd’hui encore réclamée par la République Argentine” (“Este vasto País dependía del antiguo Virreinato de Buenos Aires; y, a este título, todavía hoy lo reclama la República Argentina”).
- Mapa de Sudamérica en 1855.
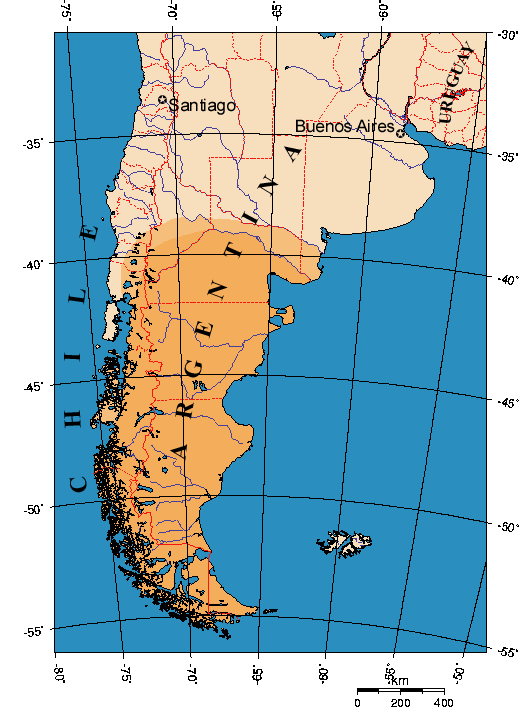
Región geográfica de la Patagonia, límite actual.

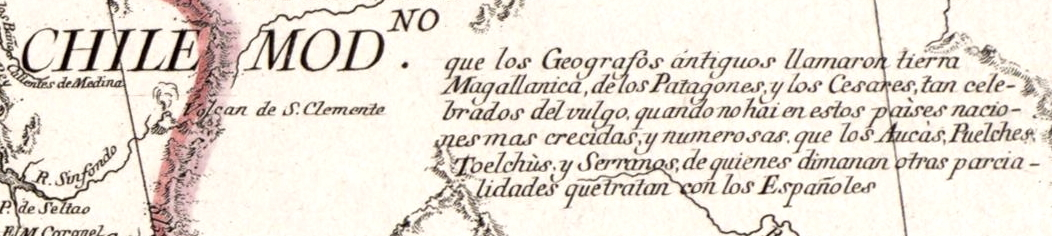
Extracto del mapa de Cano y Olmedilla de 1775, documento oficial del Imperio Español, el cual especifica que el nombre de "Chile Moderno" hace referencia a la Patagonia.

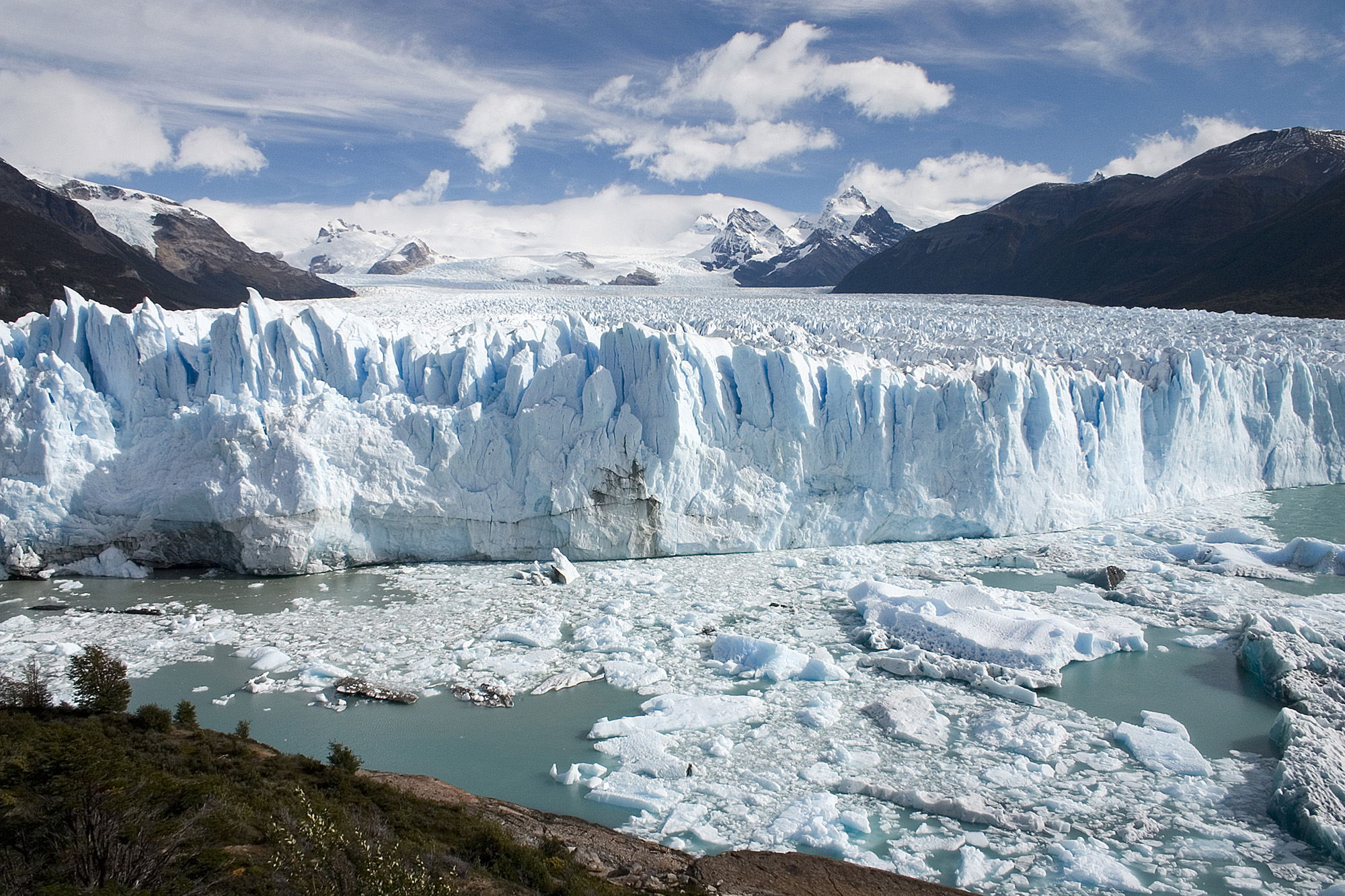
El glaciar Perito Moreno, declarado Patrimonio de la Humanidad por la Unesco en 1981.

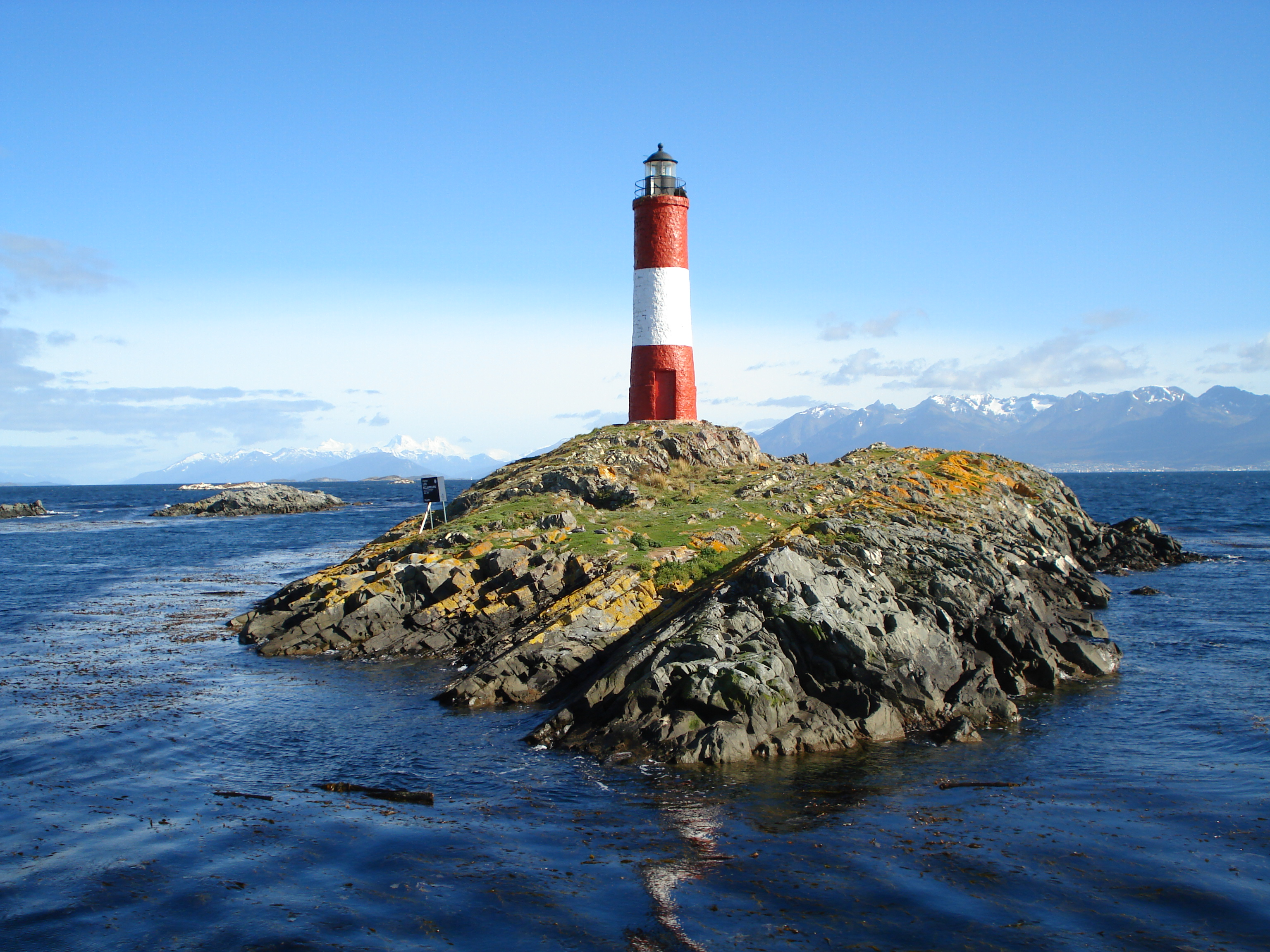
El Faro Les Éclaireurs, en Ushuaia (Argentina).

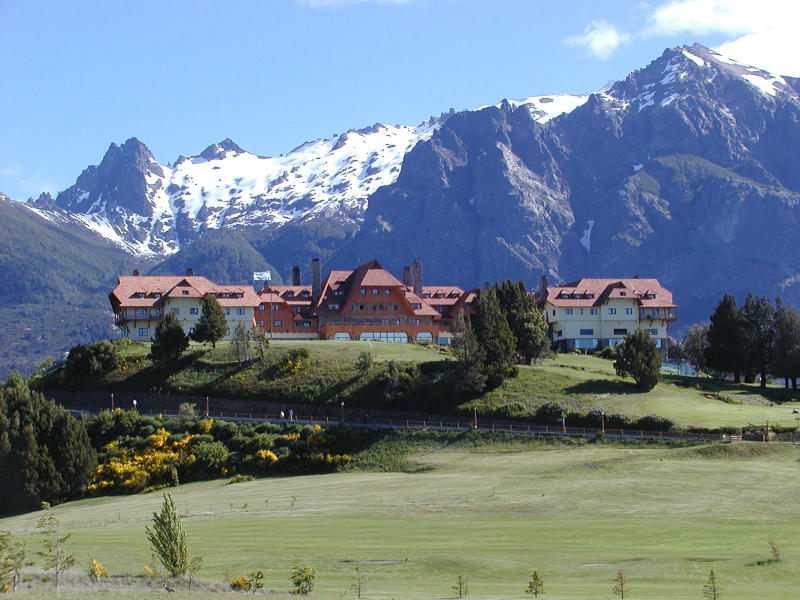
El Hotel Llao Llao en San Carlos de Bariloche. La ciudad es el mayor destino turístico de toda la Patagonia.

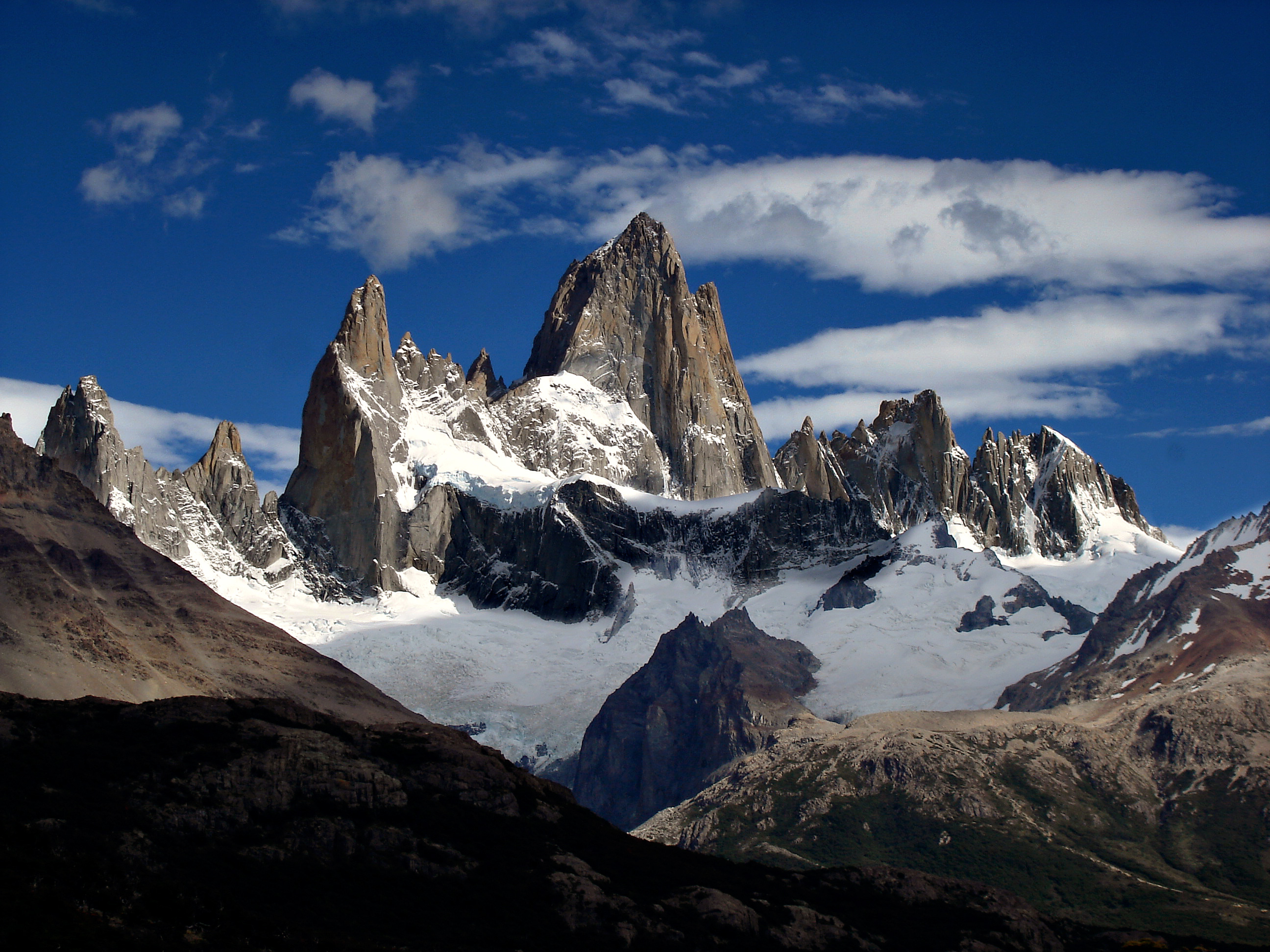
El monte Fitz Roy (o monte Chaltén), en la frontera entre Argentina y Chile.

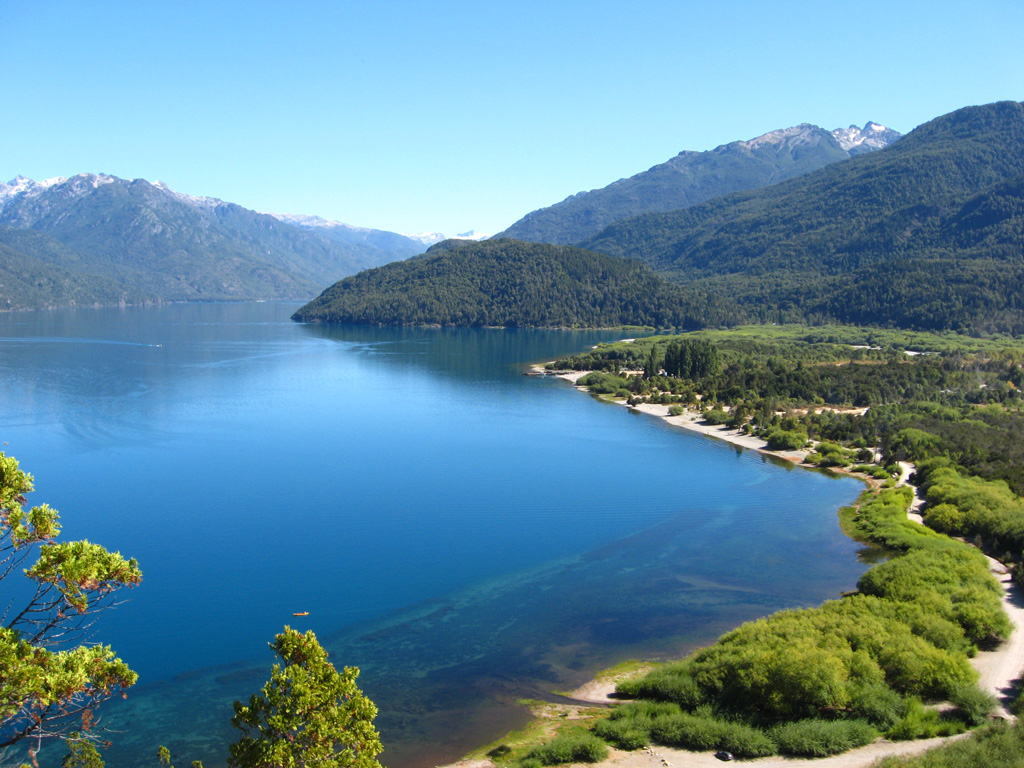
El argentino lago Puelo, en la provincia de Chubut, cerca de la frontera con Chile.

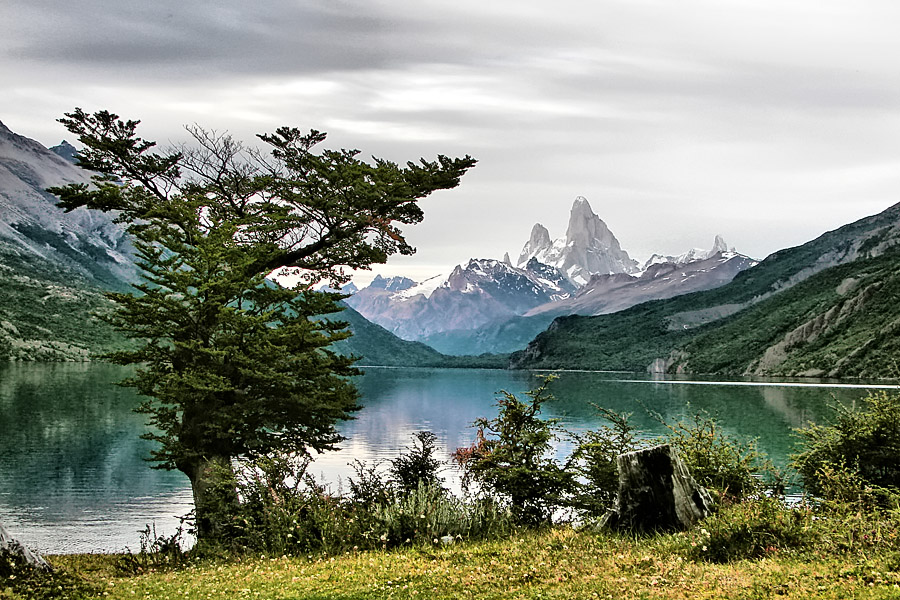
El lago del Desierto próximo al cerro Chaltén, en la provincia de Santa Cruz (Argentina).

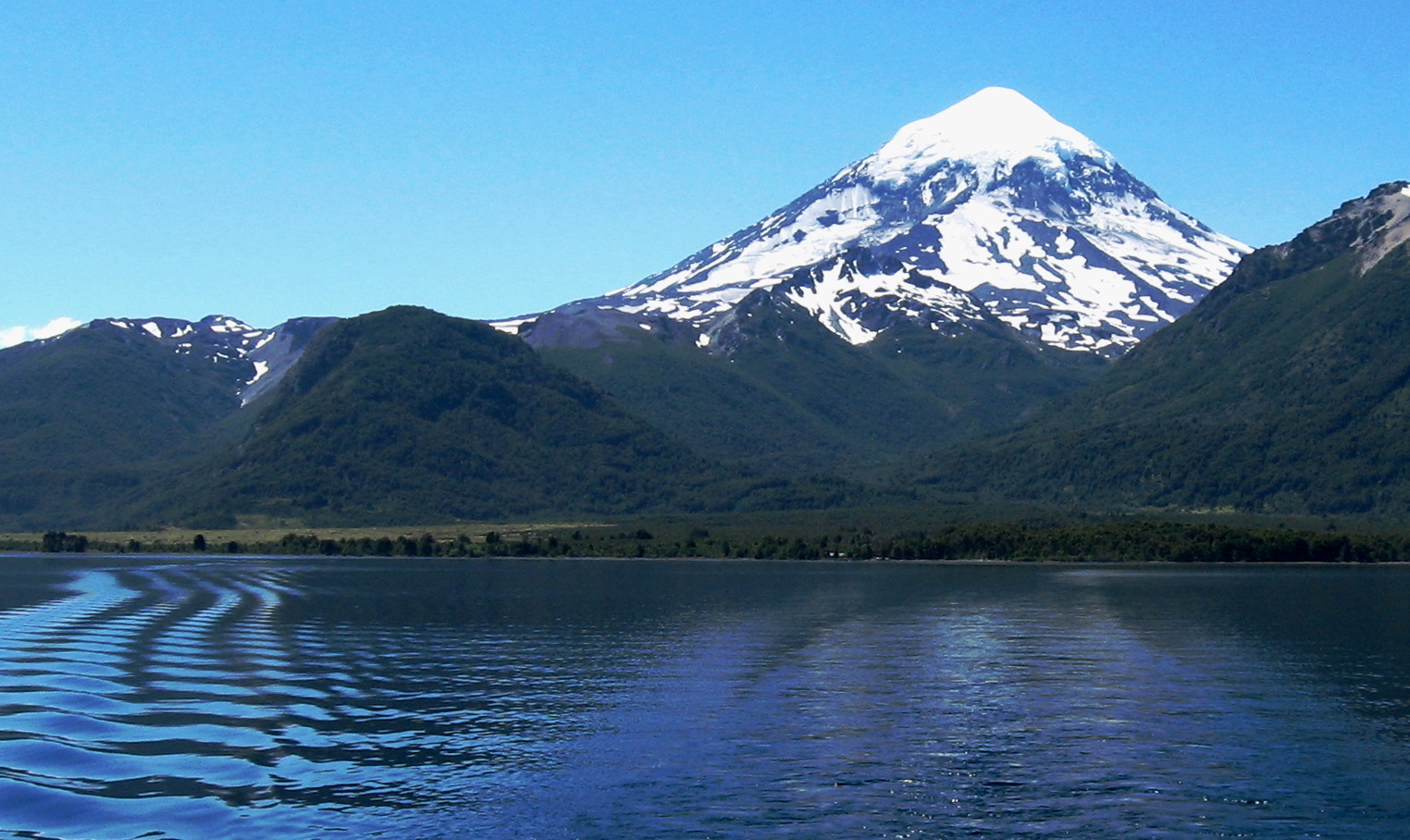
Vista del volcán Lanín, en la frontera con Chile.

A partir de su descubrimiento para Europa se denominó como Patagonia a toda la zona del continente americano al sur de las áreas colonizadas por los europeos a ambos lados de la cordillera de los Andes. Tanto la falta de conocimiento del territorio, como la inevitable imprecisión de la cartografía, llevó a las marcaciones territoriales de las provincias virreinales a algo tan difícil como difuso. Hasta mediados del siglo XIX no existieron asentamientos permanentes europeos en la Patagonia, y la cartografía reconocía que se trataba de territorios indígenas independientes, aunque los estados herederos de España la reclamaran como propia.
Entre los diversos autores que definieron límites para la Patagonia se puede citar a Federico Lacroix en su libro de 1841, Historia de la Patagonia, Tierra de Fuego e Islas Malvinas:

La Patagonia se extiende del norte al sur sobre una longitud de cerca de cuatrocientas sesenta y cinco leguas, entre los 35-38 grados, y 53-54 de latitud S. Su lado occidental principiando en los 38 grados, y el oriental en los 42 de latitud, sus tres puntos extremos, el cabo Corrientes al este, el cabo Froward al mediodía, y el promontorio que se adelanta en el grande océano austral, en frente de la isla de Chiloé al oeste, forman un vasto triángulo, cuyos lados desiguales presentan en su línea dos curbaturas conexas al norte y al oeste, y cóncavas al este. Los límites de este país son al norte, el Chile, del que está separado por los Andes; después el golfo de Guaiteca hasta más allá del volcán de Chillán, y el Río-Negro, cuyo curso de oeste al este sube del sur al norte; al este el océano Atlántico; al mediodía el estrecho de Magallanes, y al oeste, el grande océano austral.

Sin embargo, y a diferencia de lo que ocurre en la República Argentina, donde la Patagonia ha sido constituida como región, en Chile la Patagonia ha sido una denominación otorgada tradicionalmente al espacio comprendido entre el Seno de Reloncaví por el norte hasta el Estrecho de Magallanes por el sur, salvo Chiloé, incluyendo la Tierra del Fuego y el Cabo de Hornos.

### Al oriente de los Andes
Es así que, al oriente de la cordillera andina, desde 1522 y hasta el siglo XVIII en los mapas solía ser llamada como Patagonia toda la extensión inmediatamente al sur de las costas del Río de la Plata.
Posteriormente el límite norte se posicionó de manera variable, fue para algunos la línea de fortines que marcaban la frontera del dominio indígena, siendo para otros el río Colorado y en otros casos el río Negro, tanto por su afluente norteño (el río Neuquén) como por su afluente sureño (el río Limay).
En su obra Description Géographique et Statistique de la Confédération Argentine (1860-1864), el francés Martin de Moussy fue el primero en dividir el territorio argentino en regiones físicas, fijando el límite sur de la región pampásica en los ríos Negro y Limay, al sur de los cuales establecía una región de mesetas escalonadas que denominó Patagonia.
La antigua Patagonia oriental, la cual poseía una delimitación primigeniamente política, hoy ha quedado obsoleta para estos fines, por tanto tal denominación debe reservarse para el tratamiento de la región patagónica oriental, la cual tanto biológica como geográficamente, cubre territorios pertenecientes a ambos países.
La Patagonia argentina actualmente comprende desde la cordillera de los Andes hasta el mar Argentino del océano Atlántico y desde los ríos Barrancas y Colorado por el norte, hacia el sur, hasta las aguas ubicadas al sur del cabo de Hornos en el Pasaje de Drake, límite entre los océanos Atlántico y Pacífico. Delimitada de esta manera, los espacios terrestres de la Patagonia argentina suman 800 891 km² e incluyen al partido bonaerense de Patagones, las provincias de Neuquén, Río Negro, Chubut, Santa Cruz y al sector sudamericano de la provincia de Tierra del Fuego, Antártida e Islas del Atlántico Sur.
Por otra parte, si se suma el departamento mendocino de Malargüe y los departamentos pampeanos de: Curacó, Chical Co, Utracán, Hucal, Caleu Caleu, Puelén, Limay Mahuida, Lihuel Calel y Chalileo, es decir, los territorios del oeste y sur de La Pampa, los cuales mantienen algunos aspectos del carácter patagónico y a veces suelen ser incluidos en dicha región, además de que así se reconocen sus mismos pobladores, se agregarían cerca de 100 000 km² a la superficie total de la Patagonia argentina. Finalmente, la totalidad o solo los sectores australes de los bonaerenses partidos de Tornquist, Villarino y Puan e incluso el de Bahía Blanca, por ser ribereños del río Colorado o por sus características geográficas e históricas, podrían también ser incluidos en ella. Todos estos territorios en la definición más aceptada de la Patagonia no son incluidos.
El límite argentino de la Patagonia norte lo marca el abrupto cambio en el paisaje que genera el descenso de las precipitaciones, haciendo que el ecosistema troque del distrito del caldén del espinal (naturalmente arbóreo, muy poblado y apto para cultivos sin riego artificial) a la provincia geográfica del monte de llanura, dominada por las jarillas (naturalmente arbustiva-esteparia, muy poco poblada y no apta para cultivos sin riego artificial) donde abruptamente comienza el típico paisaje patagónico, el que se mantendrá, con algunas variables, en el resto de la Patagonia esteparia.
La primera definición legal de la Patagonia en Argentina fue realizada por la ley N.º 954 del 11 de octubre de 1878, por la cual se creó la Gobernación de la Patagonia, sobre la base de los límites establecidos por la ley N.º 947 del 5 de octubre de 1878. La ley n.º 23272 de Integración de La Pampa a la Región Patagónica, promulgada el 21 de octubre de 1985 y modificada por la ley N.° 25955, estableció la incorporación de la provincia de La Pampa, para todos los efectos legales del orden federal, como parte de la Patagonia.
La Constitución Nacional Argentina establece en su artículo N.° 124 la posibilidad de que las provincias se integren formando regiones para diversos fines, siendo una de esas regiones integrada la Región de la Patagonia. Fue constituida mediante el Tratado Fundacional de la Región de la Patagonia, firmado en la ciudad de Santa Rosa, capital de la provincia de La Pampa, el 26 de junio de 1996. El artículo n.º 4 de ese tratado establece:

El territorio de la Región de la Patagonia está conformado por las provincias de La Pampa, Neuquén, Río Negro, Chubut, Santa Cruz y Tierra del Fuego, Antártida e Islas del Atlántico Sur, abarcando el subsuelo, el Mar Argentino adyacente y el espacio aéreo correspondiente.

 Sin embargo, la definición más aceptada de la Patagonia no incluye en su territorio a la provincia de La Pampa.

### Al occidente de los Andes
Al occidente de la cordillera de los Andes abarcaba en un principio, todos los territorios al sur del río Biobío,
el cual tras la batalla de Curalaba en 1598 y el desarrollo de la Guerra de Arauco entre las tropas españolas y los mapuches, detuvo la conquista de esa parte del sur de Chile y se mantuvo como el límite de facto entre ambas comunidades, siendo oficializado como tal mediante el Parlamento de Quilín, tratado de paz de 1641.
Por estas razones, el término de La Frontera fue acuñado para referirse a la zona en torno al río.
Al decaer la intensidad de la guerra durante los siglos XVIII y XIX, el límite patagónico pasó a ser el río Valdivia o Calle Calle.
Pequeñas colonias de población criolla se ubicaron en Valdivia, La Unión, y Osorno. Chile, mediante la "Ley de inmigración selectiva" de 1845, colonizó con inmigrantes germanos la región comprendida entre Valdivia y Puerto Montt, los cuales lograron cambiar por completo el panorama de la zona sur. Finalmente, entre 1861 y 1883, una ocupación militar anexionó el territorio mapuche en la llamada Pacificación de la Araucanía, poblándose intensamente durante el resto del siglo XIX y el XX.
El fin del Valle Central complicó históricamente el poblamiento y la comunicación en todo el sector de Chiloé continental o Palena y los territorios más australes, generando la interrupción de la Carretera Austral, la que aún hoy no está completa y varios tramos deben ser recorridos a través de transbordadores, principalmente entre Hornopirén y Caleta Gonzalo. Este punto final se corresponde al seno de Reloncaví. Por ende, el comprendido entre este seno, por el norte, y el estrecho de Magallanes, por el sur, excluyendo el archipiélago de Chiloé, habían sido considerados históricamente como Patagonia chilena. No obstante las variaciones interpretativas siguen siendo pronunciadas, y en la actualidad se siguen discutiendo estos límites, en vista de territorios más al norte que pueden corresponder también a la Patagonia, ya sea por similitud cualitativa, naturales, evidencia científica variada, o mediante los imaginarios colectivos de sus poblaciones, que reafirman dicha condición:
- Autores como (Campos-Menéndez, 2002) han propuesto como límite norte de la Patagonia chilena al río Calle-Calle en la ciudad de Valdivia, en la Región de Los Ríos.[19][31]
- En el vox populi ya se suele utilizar el concepto de Norpatagonia para referirse a los lugares ubicados al norte del Seno de Reloncaví.[32] Desde las ciencias sociales se ha tomado en consideración como Norpatagonia chilena a las regiones de la Araucanía, Los Ríos y Los Lagos (Zunino et al, 2012; Zunino et al, 2016).[4][6]
- Desde la geología, estudios recientes demuestran la condición de conjunción y unidad geológica del macizo surpatagónico con el macizo norpatagónico, determinando, en consecuencia, el límite norte de la Patagonia en la falla de Huincul, incorporándose, por ende, la Región de Los Ríos, y la Región de la Araucanía en el concepto de Patagonia (Schilling et al, 2017).[3]

Las principales superficies glaciadas en la Patagonia chilena son: Campo de Hielo Norte, Campo de Hielo Sur y la cordillera de Darwin.

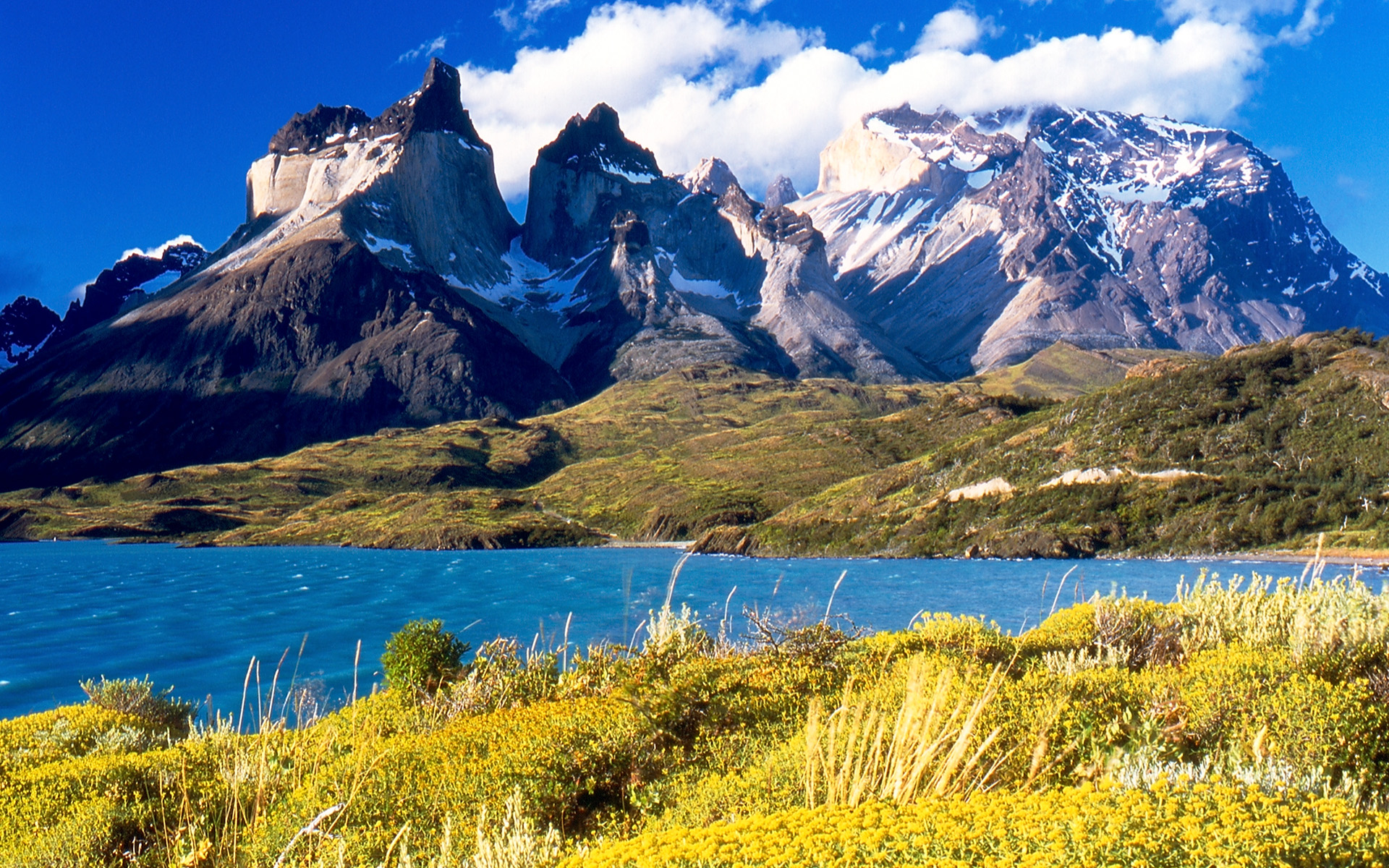
Parque nacional Torres del Paine, Región de Magallanes.
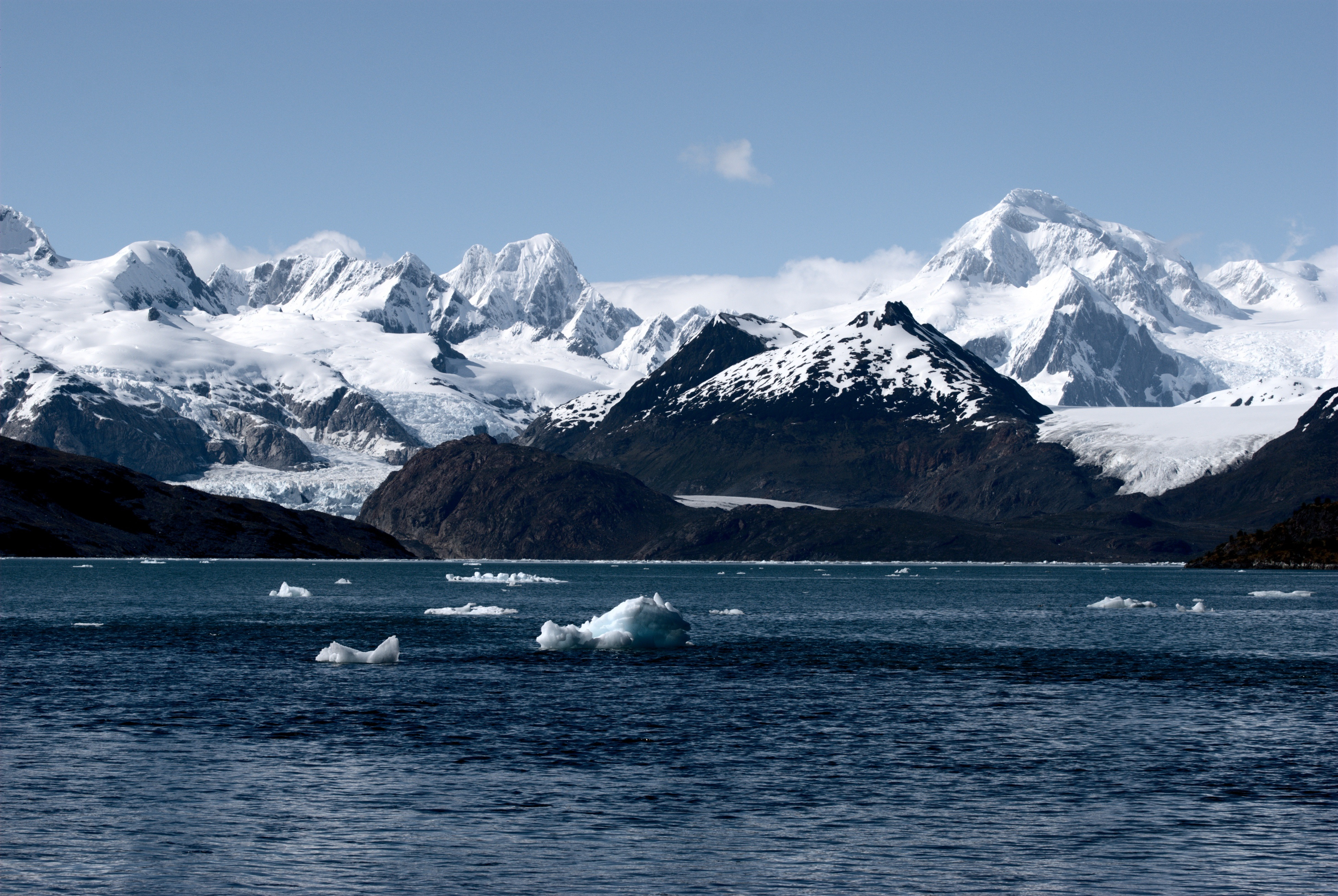
Bahía Ainsworth y Glaciar Marinelli.
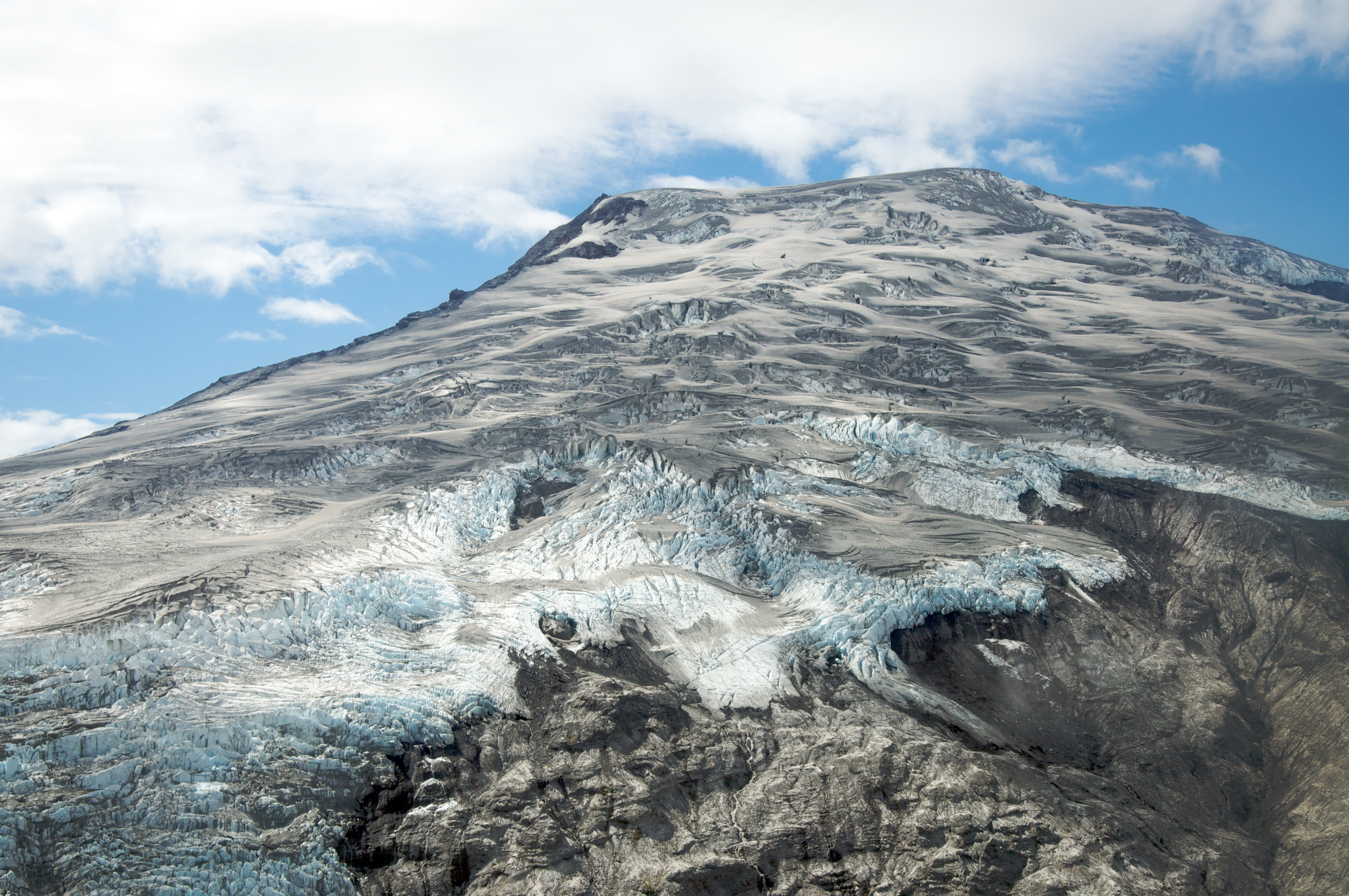
Volcán Michinmávida, Región de Los Lagos.
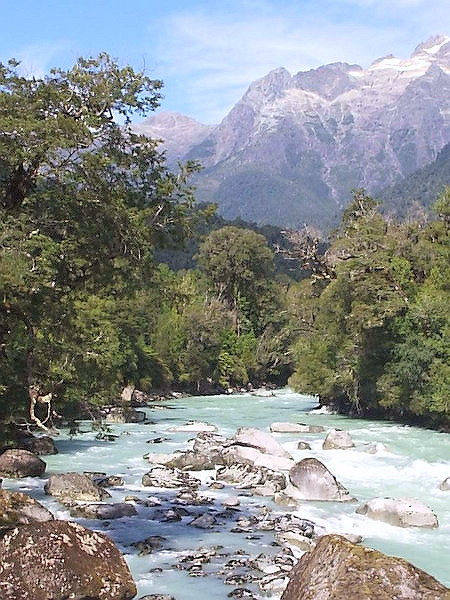
Río Blanco, Región de Los Lagos.
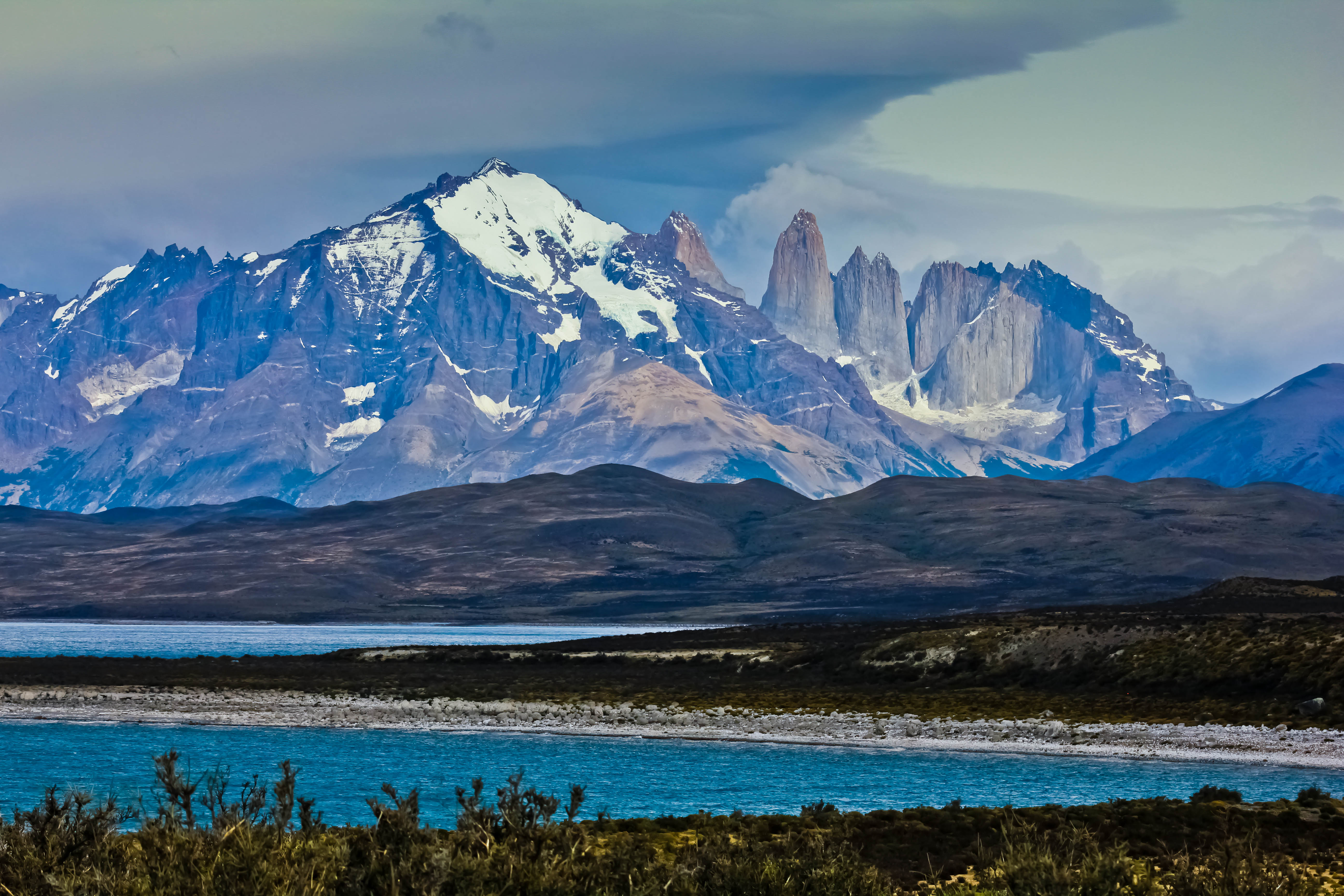
Lago Sarmiento de Gamboa, Región de Magallanes.
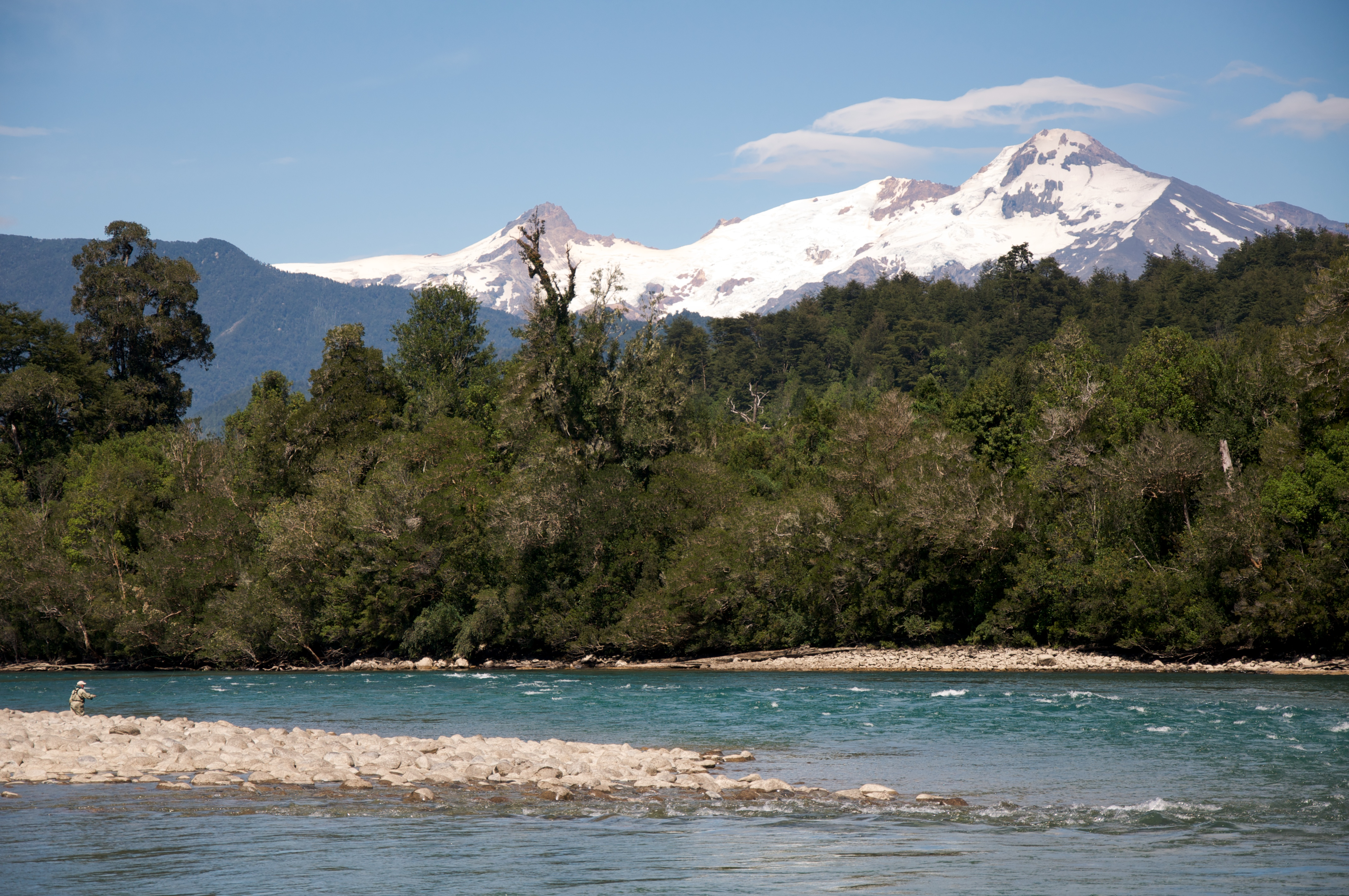
Río Puelo, Región de Los Lagos.
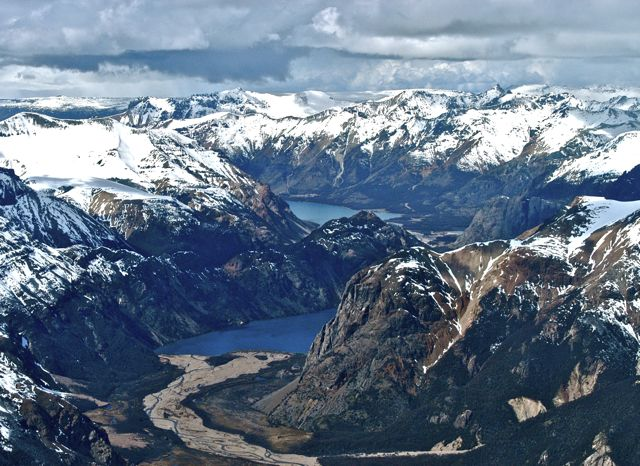
Parque nacional Patagonia, Región de Aysén.

## Geografía
Patagonia argentina
La Patagonia argentina se puede subdividir en dos regiones: la «Patagonia norte» y la «Patagonia austral», ambas separadas por el paralelo 44°S. Otra división de la Patagonia argentina se basa en consideraciones principalmente ecológicas: el sector Andino-Patagónico (húmedo, cubierto de bosques y salpicado de grandes lagos de origen glacial) y la Patagonia extraandina o esteparia (semiárida y en gran medida cubierta por arbustos e incluso desértica o árida).
Patagonia chilena
La Patagonia chilena es un territorio modelado principalmente por los glaciares y fiordos. En ella se ubica: una estrecha planicie costera, grandes ventisqueros, montañas, fiordos, archipiélagos, islas e islotes, glaciares, volcanes y gran cantidad de lagos, lagunas y cascadas de agua dulce que desaguan en el mar; y finalmente, las tierras de la tundra magallánica, hasta el Cabo de Hornos.
También en territorios chilenos al oriente de la cordillera de los andes, se presentan características esteparias: Como en la ribera norte del Estrecho de Magallanes, en la parte norte de la isla Grande de Tierra del Fuego y en la zona en torno a Coyhaique y Balmaceda, donde se presentan pocas elevaciones y es en general, llana o con ligeras ondulaciones morrénicas. Al sur del paralelo 47.º sur, en la cordillera de los Andes se encuentran los campos de hielo Norte y Sur.
Los ríos patagónicos, hasta el Campo de Hielos Sur, se caracterizan por ser de un importante caudal, de origen andino y torrentosos por las irregularidades de sus cursos. En la Región de Magallanes los de vertiente pacífica son, por lo general, de corto desarrollo debido a la intensa acción glacial que experimentó esta región, en cambio los de vertiente atlántica son poco caudalosos, pero de un curso mayor, desembocando directamente en el océano Atlántico, como en Tierra del Fuego o en otros ríos mayores.

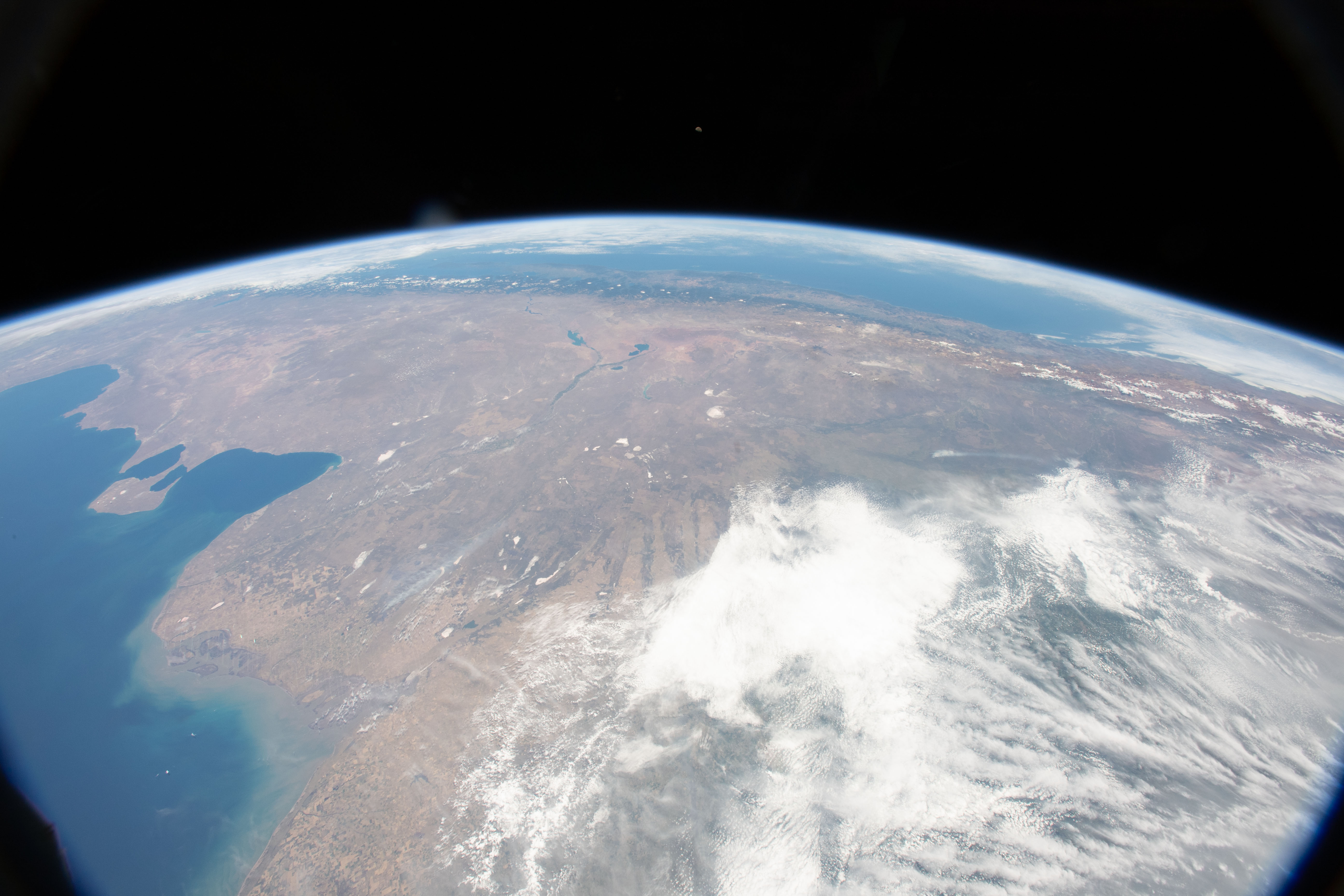
Vista satelital de la Patagonia

### Geomorfología

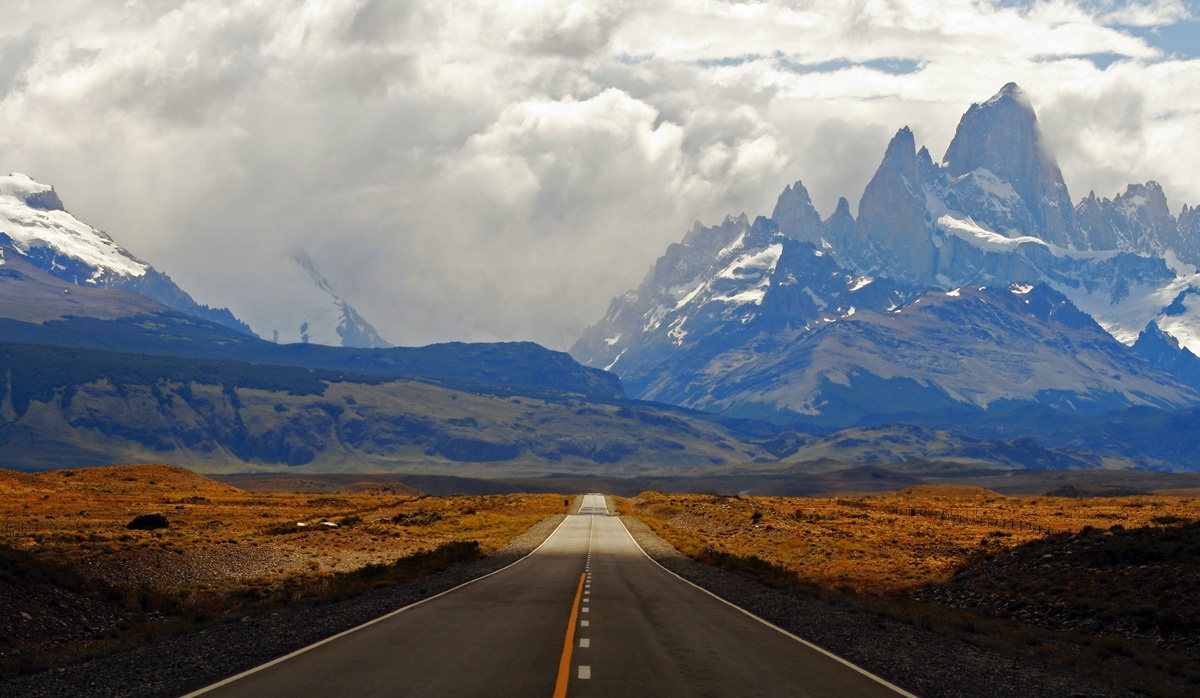
Ruta Provincial 23 en la ciudad argentina de El Chaltén (provincia de Santa Cruz).

Corresponde a un bloque del antiguo macizo patagónico fracturado y elevado, donde se encuentran escombros de rocas que formaban el bloque y conos y mantos de lava del Cuartárico. Sobre el antiguo macizo patagónico, que en los primeros tiempos geológicos permaneció separado del resto del continente, aparecen sedimentos marinos y continentales del mesozoico y del cenozoico, cubierto luego por una espesa capa de rodados cementados (rodados patagónicos o Tehuelches) y nuevos mantos eruptivos. Casi todas las mesetas se encuentran parcialmente cubiertas de basaltos terciarios y cuaternarios.

### Orografía
El accidente orográfico más importante corresponde a los Andes patagónicos. En la zona patagónica la cordillera andina se mantiene con una altitud promedio de 2500 m s. n. m., la cual va disminuyendo a medida que se extiende hacia el sur, hasta sumergirse en el mar. La cumbre más alta de toda la Patagonia es el volcán Domuyo con 4709 m s. n. m.
En la provincia argentina de Santa Cruz, cercana a la ciudad de Puerto San Julián, se encuentra una depresión endorreica llamada Gran Bajo de San Julián. En esta se encuentra la Laguna del Carbón, que con –108 m s. n. m. es el punto más bajo del continente americano y de los hemisferios meridional y occidental.
Los Andes patagónicos constituyen una zona de alta actividad volcánica, en la cual se destacan montañas y volcanes tales como:
- En Argentina: Domuyo, Tromen, Catedral, Piltriquitrón, Olivia, Chapelco, Caviahue, Bayo, La Hoya.
- En Chile: Michinmahuida, Pucón, Chaitén, Corcovado, Melimoyu, Hudson, San Valentín, O’Higgins, Lautaro, Torres del Paine, Darwin.
- Binacionales: Lanín, Copahue, Pantojo, Tronador, Fitz-Roy, cerro Torre, Murallón, San Lorenzo.

### Clima

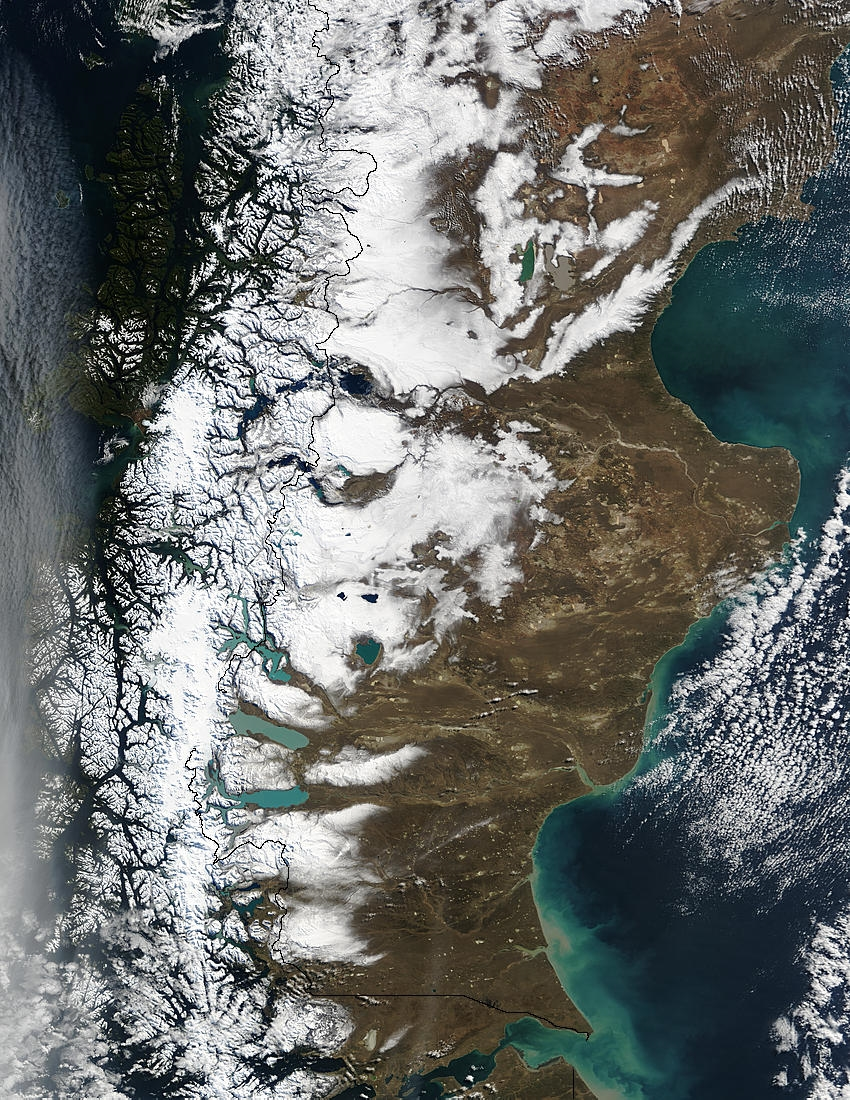
Imagen satelital donde se muestra parte de la Patagonia, foto tomada en invierno por la NASA World Wind.

La Patagonia tiene un clima templado a frío, con temperaturas que disminuyen notablemente de norte a sur. Siendo así que, en promedio, el sur patagónico presenta una temperatura de hasta 10 °C menos que el norte. Además se puede apreciar una diferencia de temperatura que es dividida por los Andes patagónicos de hasta 5 °C más al oeste de la cordillera que al este. Esto se debe a que bordeando la costa de Chile se encuentra la Corriente de Humboldt que lleva humedad al continente, pero ésta se interrumpe abruptamente unos kilómetros en el interior por las montañas de la cordillera, haciendo que las nubes precipiten sus aguas allí. De hecho, esta humedad constante y las continuas precipitaciones fueron las causantes en su momento de que se originaran extensos y frondosos bosques: los bosques patagónicos, que predominan en la Patagonia chilena y ocupan cierta parte de la Patagonia argentina. Como el viento que cargaba la humedad pierde ésta al llegar a la cordillera, éste continua su camino a través de la Patagonia argentina pero casi totalmente seco, formando un desierto árido y por lo tanto, algo más fresco: la estepa patagónica que predomina en casi toda la Patagonia argentina. Ejemplo de esto son las ciudades de Bariloche, en la Patagonia Argentina, y por lo tanto, al este de la cordillera, y Puerto Montt en Chile y al oeste de la cordillera, siendo que esta última, estando unos kilómetros más al sur (aunque a nivel del mar), presenta una temperatura promedio 1.8 °C mayor que la ciudad argentina.
La Patagonia posee una gran variedad de climas, empezando por el clima templado del norte, hasta el clima subpolar del sur, y el clima húmedo del sector occidental al clima semiárido del sector oriental.
La Patagonia tiene cuatro estaciones bien diferenciadas, excepto en las zonas más australes como la Isla Grande de Tierra del Fuego donde no hay mucha variedad de temperatura a lo largo del año. Estas son:
- Verano: En esta época las temperaturas del norte patagónico suelen sobrepasar los 20 °C todos los días, y durante la noche, bajan hasta los 15 °C. Sin embargo, en algunos días suelen correr vientos frescos que pueden bajar la temperatura a valores menores de 10 °C. En el sector sur, las temperaturas usualmente no sobrepasan los 15 °C. Y pueden bajar hasta los 5 °C o menos. En cuanto a los valores extremos, en el norte se pueden registrar algunos días con temperaturas mayores a los 35 °C y con una sensación térmica de hasta 40 °C, mientras que las mínimas pueden llegar hasta los 5 °C o hasta los 0 °C. En Patagonia Sur, las temperaturas máximas extremas rondan los 25 °C y las mínimas hasta los -2 °C con sensación térmica de -10 °C. Tal es el frío incluso en esta época, que se han registrado algunas nevadas en ciudades como Ushuaia y Punta Arenas. Esta es la época menos lluviosa en toda la Patagonia, sin embargo, las precipitaciones varían según de qué lugar se trate, en la zona occidental, donde se encuentran los grandes bosques patagónicos que son un gran atractivo turístico debido a que en esta época se encuentran florecidos, las precipitaciones medias son de 75 mm en total a lo largo de los tres meses de verano, es decir, diciembre, enero y febrero y con un promedio de un día de lluvias cada seis días soleados. En la zona oriental, que es una estepa semiárida, las precipitaciones medias son de 31 mm a lo largo del verano. En la zona sur, la media es de 105 mm a lo largo de la estación, con un promedio de un día lluvioso cada 2.5 días soleados.
- Otoño: En esta época, las temperaturas de la Patagonia van descendiendo periódicamente de un clima alto a uno bajo conforme el tiempo de lo largo de la estación, dejando atrás a los valores de verano, y terminando con bajas temperaturas para dar paso al frío invierno patagónico. En el sector noroeste, las temperaturas máximas al principio de la estación todavía rozan los 20 °C y la mínima llega hasta los 5 °C, con una media de 11 °C. Al final de la estación los valores han descendido drásticamente para dar lugar a temperaturas de solo 10 °C de máxima y hasta 0 °C de mínima, con una media de solo 5 °C. Las temperaturas extremas todavía pueden llegar a 25 °C de máximas a principios de la estación, pero llega a los -5 °C de mínima al final de este. Las precipitaciones son de 217 mm de media en esta estación, que en los últimos días ya empiezan a darse en forma de nieve, con un promedio de un día de precipitaciones cada tres soleados. Por esta época, los bosques patagónicos se tiñen de algunos atractivos colores como el naranja, el marrón y el ocre. En el sector noreste, las temperaturas todavía sobrepasan los 20 °C al principio del otoño, con temperaturas mínimas de 11 °C para esta época, pero luego, para el final de la estación, descienden a valores de solo 14 °C de máxima y 3 °C de mínima. Al ser un desierto, esta zona presenta una mayor amplitud térmica extrema que el sector noroeste, con temperaturas de hasta 26 °C de máxima y solo -10 °C de mínima. Las precipitaciones medias son de solo 72 mm totales en la estación. En Patagonia Sur, las temperaturas de los primeros días son de 12 °C a 3 °C, mientras que en los últimos llega a 6 °C de máxima y -3 °C de mínima. La extremas máximas llegan a los 20 °C y las mínimas pueden bajar hasta los -20 °C. Las precipitaciones medias son de 152 mm en toda la estación, que a partir de abril suelen darse normalmente en forma de nieve, con un promedio de un día de precipitaciones cada 2.5 soleados.
- Invierno: La época más hostil de la Patagonia es también la más visitada turísticamente, porque la nieve se vuelve un atractivo turístico sumamente importante. En el sector noroeste, las temperaturas para esta época van de los 6 °C hasta los -2 °C y las extremas llegan hasta los 15 °C de máxima y los -15 °C de mínima. Esta es la estación más lluviosa, las precipitaciones, que normalmente son en forma de nieve, llegan a los 385 mm de media en total, con un promedio de un día de precipitaciones cada dos soleados. En el sector noreste, las temperaturas van de los 11 °C a los 0 °C y las extremas de los 15 °C a los -17 °C. Las precipitaciones, que siempre son en forma de lluvia, excepto en la zona más meridional de este sector donde nieva al menos una vez al año, son de 76 mm de media en toda la estación. En el sector sur, los valores son de 5 °C a -6 °C, con un promedio de 2 °C, las extremas van de los 18 °C de máxima a los -18 °C de mínima. Las precipitaciones, que casi siempre son en forma de nieve, son de 162 mm de media, con un promedio de un día de precipitaciones cada 2.5 días soleados.
- Primavera: En el sector noroeste, las temperaturas comienzan a ascender para volver a dejar paso al agradable verano, en el primer mes, las temperaturas van de los 11 °C a los 0 °C y en el último, llegan a los 17 °C de máxima con una mínima de 4 °C, las extremas van de los -5 °C en septiembre a los 25 °C en noviembre. Las precipitaciones, que a medida que la estación transcurre vuelven a ser en forma de lluvia, son de 122 mm de media. Con un promedio de un día de precipitaciones cada cuatro soleados. En el noreste, las temperaturas son de 15 °C - 5 °C en septiembre, y de 23 °C - 11 °C en noviembre, las extremas van de -8 °C de mínima en septiembre, a 30 °C en noviembre. Las precipitaciones son de 46 mm de media. En el sector sur, el primer mes cuenta con temperaturas de 9 °C a -4 °C y el último, 13 °C a 3 °C. Las extremas van de -11 °C de mínima en septiembre a 24 °C de máxima en noviembre. Las precipitaciones, que a partir de octubre empiezan a ser en forma de lluvia, son de 110 mm de media, con un promedio de un día de precipitaciones cada 2.5 días soleados.

| Climogramas de las seis principales ciudades de la Patagonia | Climogramas de las seis principales ciudades de la Patagonia | Climogramas de las seis principales ciudades de la Patagonia | Climogramas de las seis principales ciudades de la Patagonia | Climogramas de las seis principales ciudades de la Patagonia | Climogramas de las seis principales ciudades de la Patagonia |
| Neuquén                                                      | Comodoro Rivadavia                                           | Punta Arenas                                                 | San Carlos de Bariloche                                      | Trelew                                                       | Río Gallegos                                                 |
| ------------------------------------------------------------ | ------------------------------------------------------------ | ------------------------------------------------------------ | ------------------------------------------------------------ | ------------------------------------------------------------ | ------------------------------------------------------------ |
| Climograma de Neuquén                                        | Climograma de Comodoro Rivadavia                             | Climograma Punta Arenas                                      | Climograma de San Carlos de Bariloche                        | Climograma de Trelew                                         | Climograma de Río Gallegos                                   |
| Clima árido templado-frío                                    | Clima árido templado-frío                                    | Clima estepárico frío                                        | Clima fresco húmedo con influencia mediterránea              | Clima árido templado                                         | Clima semiárido fresco                                       |

### Regiones fitogeográficas

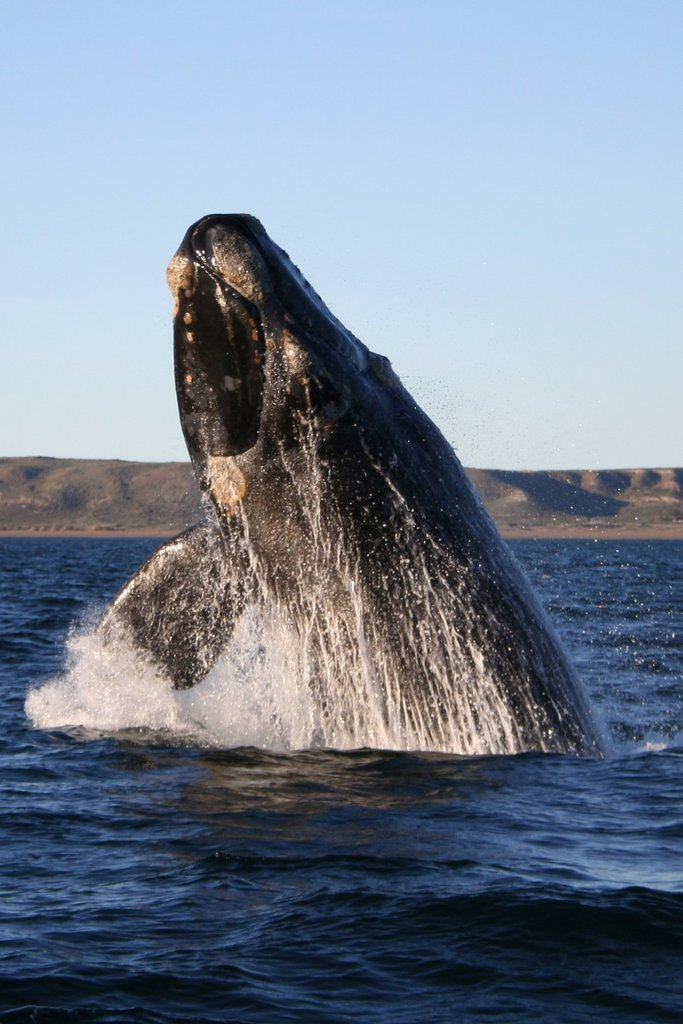
Península Valdés recibe la mayor población reproductora de ballenas francas australes del mundo, con más de 2.000, catalogadas por el Whale Conservation Institute y el Ocean Alliance, y fue declarada por la Unesco como Patrimonio Natural de la Humanidad.
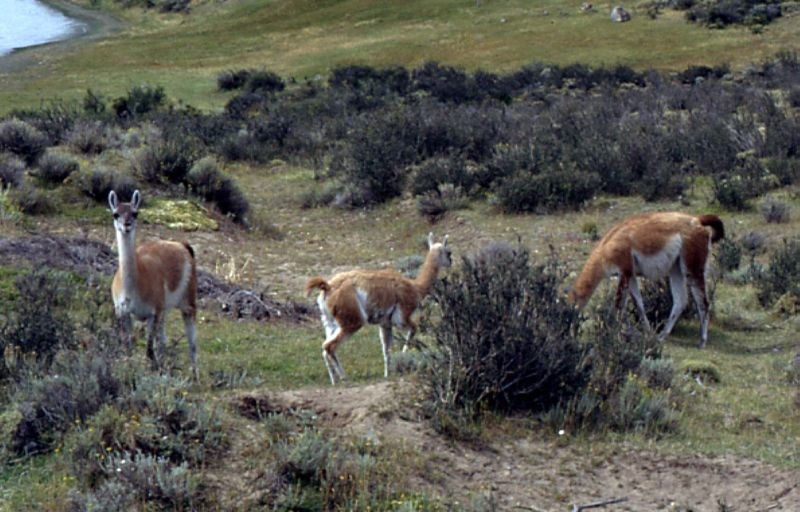
Guanacos, presentes en toda la Patagonia.
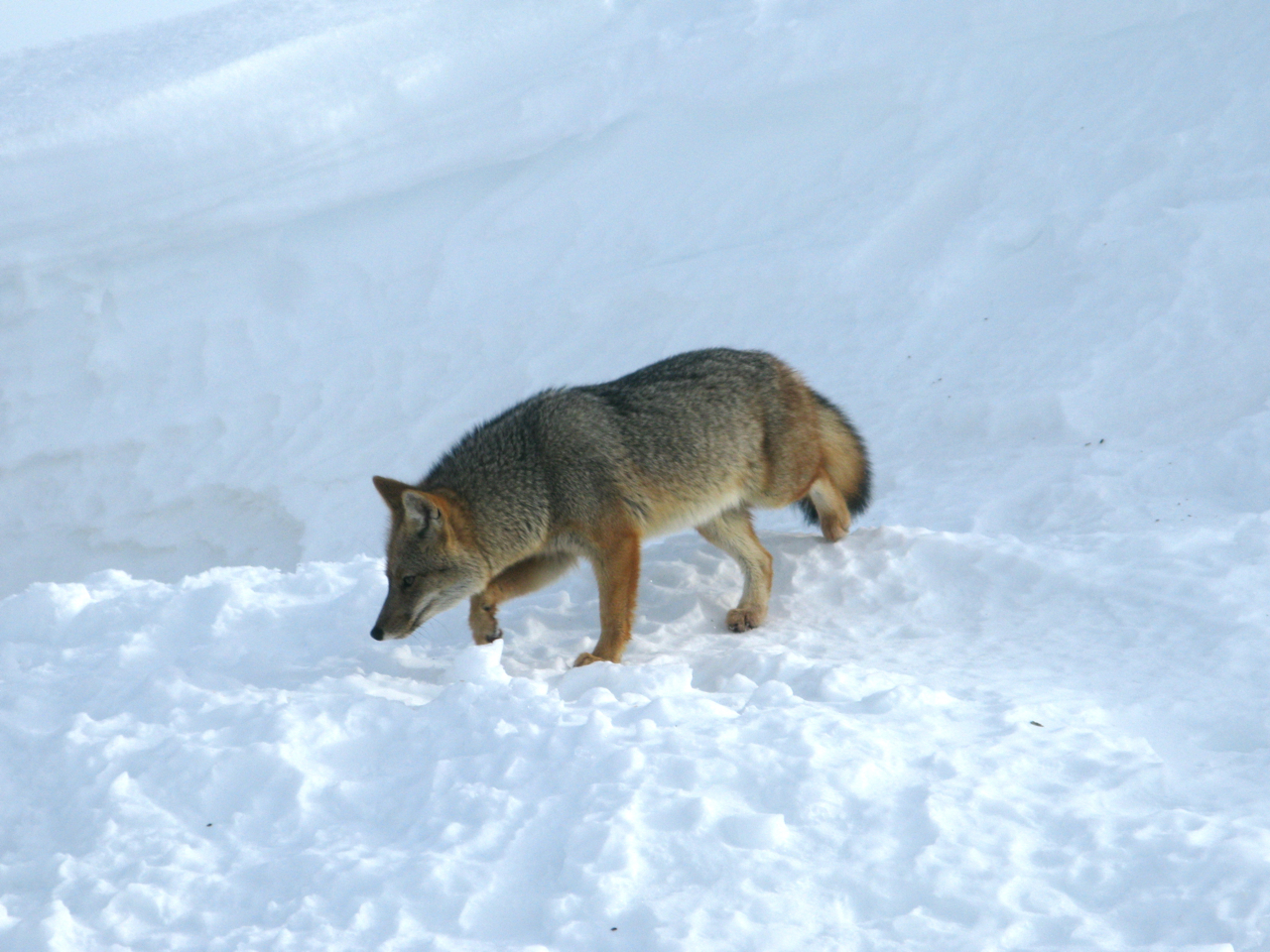
Zorro colorado fueguino.
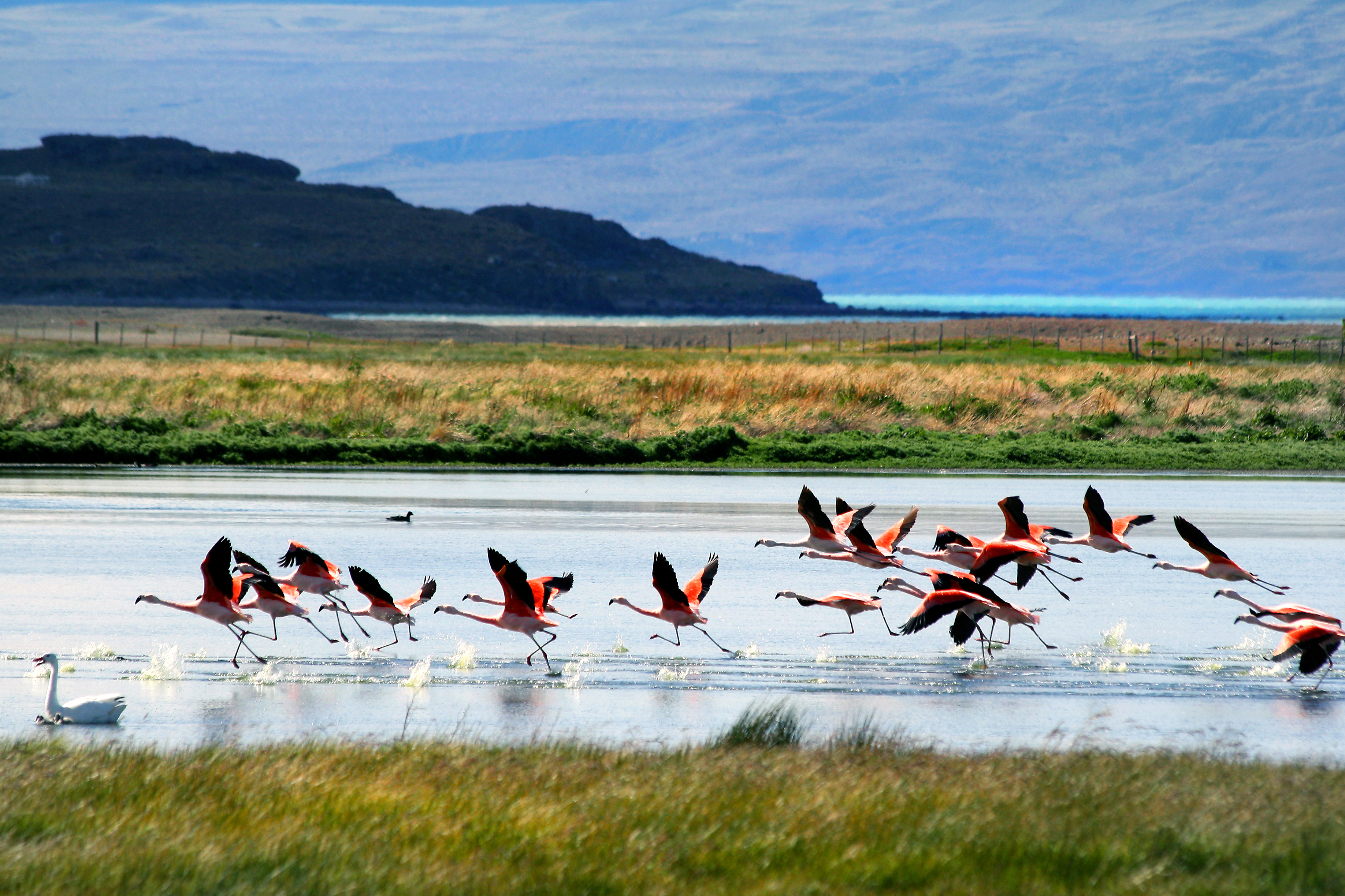
Flamencos australes en el Lago Argentino.
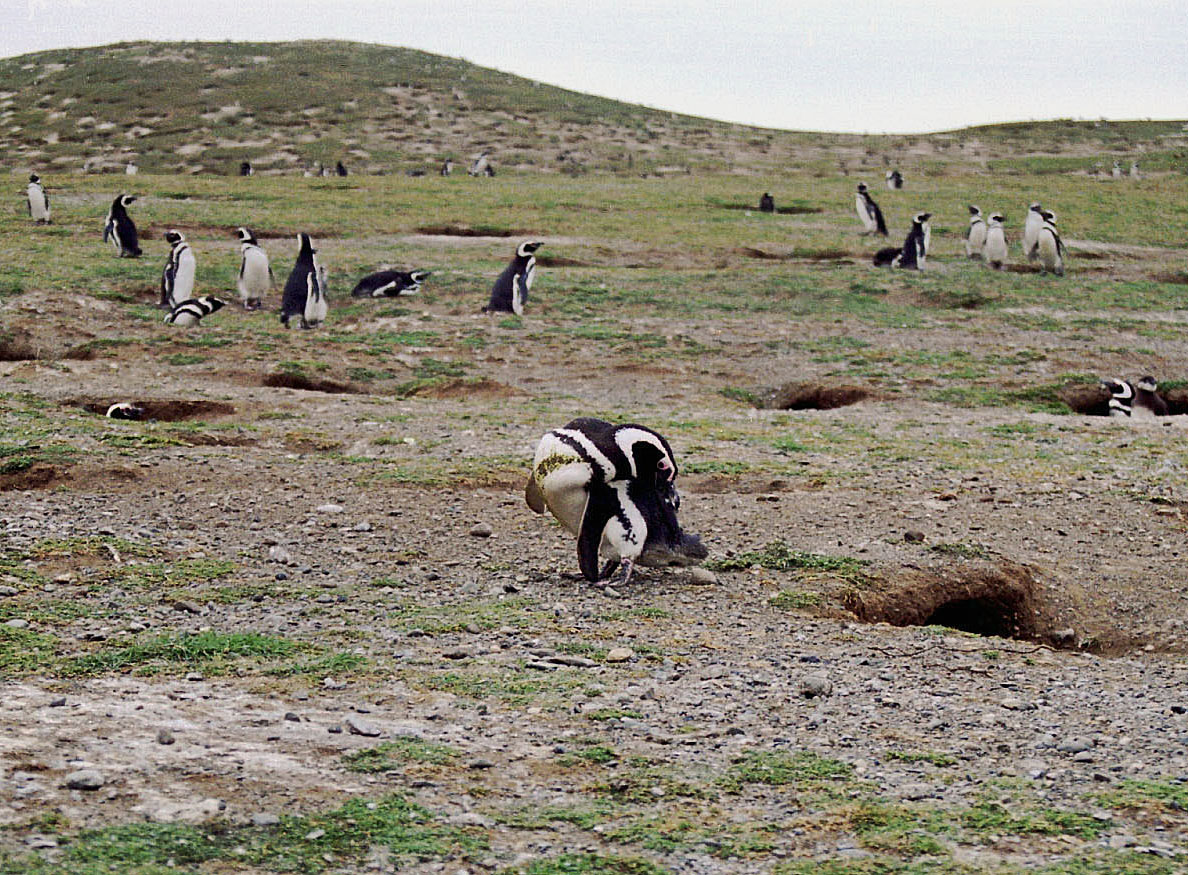
Colonia de Spheniscus magellanicus, en Monumento Natural Los Pingüinos, ubicado en Isla Magdalena, Chile, con una población flotante de 60 000 ejemplares de esta especie pingüina.

La región andinopatagónica, tanto en la Argentina como en Chile, se halla en gran parte recubierta de densos bosques y selvas frías de coníferas siempreverdes y fagáceas caducifolias y la selva fría magallánica. La Patagonia oriental extraandina se encuentra naturalmente cubierta por arbustos, siendo achaparrados en el norte (provincia fitogeográfica del Monte) y arbustos "en cojín" en el sur y oeste (provincia fitogeográfica de la estepa patagónica), en ambos casos, al poseer climas áridos y semiáridos sobre suelos pobres en materia orgánica, presentan pobre cobertura, dejando mucho suelo desnudo, el que sostiene escasas gramíneas. También encontramos páramos en las zonas más frías y de mayor altitud y continentalidad. Pequeñas zonas fértiles, llamadas vegas o mallines, solo se presentan en el fondo de valles y cañadones (gracias al mayor aporte de humedad). Estepas de gramíneas xerofíticas solo dominan en zonas con menor aridez (las cercanas a los Andes y la región entre la cuenca del río Santa Cruz por el norte y los bosques fueguinos por el sur.
Dentro de la fauna autóctona de la Patagonia argentina se encuentran: ciervos como el
huemul y
el pudú,
pumas,
maras (o liebres patagónicas),
guanacos,
zorros,
cóndores,
cisnes de cuello negro y choiques.
El yaguareté existió hasta el valle del río Negro pero fue exterminado por la acción humana durante el siglo XIX. Según algunos autores, llegaba por la costa hasta el río Chubut, aunque según otros su dispersión habría alcanzado incluso hasta Santa Cruz.
En la fauna litoral se destacan:
lobos marinos,
elefantes marinos,
petreles,
cormoranes,
delfines,
toninas overas y
pingüinos.
La península Valdés recibe la mayor población reproductora de ballenas francas australes del mundo, con más de 2000 catalogadas por el Whale Conservation Institute y el Ocean Alliance. La región contiene seis reservas naturales y está considerada uno de los principales y más importantes destinos de avistamiento de ballenas en el planeta, particularmente alrededor de Puerto Pirámides y de la ciudad de Puerto Madryn.

### Lagos
En la Patagonia existe gran cantidad de lagos y grandes lagunas, muchos de los cuales son de origen glacial. Algunos de ellos son:
- En Argentina: Varvarco Campos y Varvarco Tapia, Epulafquen, Caviahue, Aluminé, Moquehue, Ñorquinco, Pulmari, Rucachoroi, Laguna Blanca, Quillén, Tromen, Huechulafquen, Carilafquén, Curruhué, Lolog, Lácar, Hermoso, Meliquina, Falkner, Villarino, Traful, Espejo, Correntoso, Nahuel Huapi, Frías, Moreno, Gutiérrez, Mascardi, Guillelmo, Hess, Roca (Río Negro), Martín, Steffen, Escondido (Río Negro), Puelo, Epuyén, Cholila, Pellegrini, Rivadavia, Menéndez, Futalaufquen, La Plata, Fontana, Colhué Huapi, Musters, Belgrano, Quiroga, Strobel, Cardiel, del Desierto, del Carbón, Viedma, Argentino, Yehuin, Chepelmut, Escondido (Tierra del Fuego), Roca (Tierra del Fuego).
- En Chile: Yelcho, Rosselot, Yulton, Meullín, Riesco, Portales, Zenteno, Las Torres, Picaflor, Castor, Pollux, Frío, Monreal, La Paloma, Atravesado, Elizalde, Lapparent, Presidente Ríos, San Rafael, Los Leones, Bertrand, Christie, Greve, Dickson, Grey, Nordenskjöld, Sarmiento, Sarmiento de Gamboa, Pehoé, del Toro, Porteño, Balmaceda, Aníbal Pinto, Blanco.
- Binacionales: General Vintter/Palena, Buenos Aires/General Carrera, Cochrane/Pueyrredón, O'Higgins/San Martín, Fagnano.

### Ríos
- En Argentina: Colorado, Negro, Senguerr, Chubut, Deseado, Santa Cruz, Gallegos, Limay, Neuquén, Chico de Santa Cruz, Barrancas, Agrio, Chico.
- En Chile: Petrohué, Yelcho, Cisnes, Baker, Aysén, Bravo, Pascua, Serrano, Azopardo, Simpson, Hollemberg, Jeinemeni, Coihaique, Río de las Chinas.
- Binacionales: Puelo, Carrenleufú/Palena, Futaleufú, Manso, Grande, Encuentro.

### Islas
La característica fragmentación del territorio patagónico sudoccidental ha dado lugar a infinidad de islas y archipiélagos, buena parte de las cuales permanecen inexplorados. La mayoría se encuentra en las costas del océano Pacífico, en la Patagonia chilena, y en el extremo meridional del continente americano, al sur del estrecho de Magallanes. Algunas de las principales islas de la Patagonia son:
- En Argentina: de los Estados, Gable, Becasses, Les Éclaireurs,
- En Chile: Wellington, Riesco, Hoste, Santa Inés, Navarino, Picton, Nueva, Lennox, Magdalena, Desolación, Dawson, Campana, Aracena, Clarence, Little Wellington, Sstosch, Melchor, Hanover, Londonberry, Gordon, Hornos, Mornington, Duque de York, Chatham, Carrington.
- Binacionales: Grande de Tierra del Fuego.

## Demografía
La población en la Patagonia argentina es de 2 124 492 habitantes y en la Patagonia chilena (incluidas Cochamó y la provincia de Palena pero no la provincia de Chiloé) es de 286 312 habitantes, totalizando 2 410 804 habitantes, el 88 % y el 12 % de la población, respectivamente.
La densidad demográfica de la Patagonia es muy baja: 2,2 habitantes por kilómetro cuadrado.

## Sistemas de áreas silvestres protegidas
Por su riqueza natural, espacios escénicos diversos, y poca presencia antrópica, la Patagonia se caracteriza por ofrecer una serie de espacios de naturaleza protegida, con ayuda de los gobiernos de la zona. He aquí los parques nacionales.

### Patagonia argentina
- Parque nacional Nahuel Huapi
- Parque nacional Bosques Petrificados de Jaramillo
- Parque nacional Los Glaciares
- Parque nacional Tierra del Fuego
- Parque nacional Lanín
- Parque nacional Los Arrayanes
- Parque nacional Lago Puelo
- Parque nacional Los Alerces
- Parque nacional Laguna Blanca
- Parque nacional Patagonia
- Parque nacional Monte León
- Parque Nacional Perito Moreno
- Parque nacional Islote Lobos

### Patagonia chilena
- Parque nacional Torres del Paine, creado en 1959 posee una superficie de 1810 km², fue declarado Reserva de la Biosfera por la UNESCO en 1978.[34] En 2013, este parque nacional fue seleccionado como una de las ocho maravillas del mundo.[35][36]
- Parque nacional Laguna San Rafael, creado en 1959 cubre una superficie de 17 420 km², su principal atracción es la laguna San Rafael, formada por el glaciar San Rafael.
- Parque nacional Queulat, creado en 1983 tiene una superficie de 1541 km²; su principal atracción lo constituye el ventisquero colgante.
- Parque nacional Isla Magdalena, con una superficie de 1576 km², fue creado en 1983, al cual es posible acceder solo por vía marítima, principalmente desde Puerto Cisnes y Puyuhuapi.[37]
- Parque nacional Isla Guamblin, creado en 1967, tiene una superficie de 1541 km².
- Parque Pumalín, ubicado en la provincia de Palena, con una superficie de 3250 km², es un parque privado de uso público creado en 1991 por el millonario estadounidense Douglas Tompkins.
- Parque nacional Hornopirén, ubicado en la provincia de Palena fue creado en 1988 y posee 482 km².
- Parque nacional Corcovado, ubicado en la provincia de Palena fue creado en 2005, posee una superficie de 2940 km².
- Parque nacional Bernardo O'Higgins, creado en 1969 ocupa una superficie de 35 259 km², convirtiéndolo en el más extenso de Chile. La mayor parte del Campo de Hielo Sur se encuentra dentro de sus límites.
- Parque nacional Yendegaia, creado en 2013, es un parque que protege una muestra representativa de los ecosistemas del sector más austral de la Patagonia chilena.
- Parque nacional Alberto de Agostini, creado en 1965 posee una superficie de 14 600 km², en las cuales se encuentra íntegramente la cordillera Darwin.
- Parque nacional Pali Aike, creado en 1970 tiene una superficie de 50 km².
- Parque nacional Cabo de Hornos, creado en 1945, con una superficie de 631 km², es el parque nacional más austral del mundo; su acceso ―extremadamente limitado― se realiza solo por vía marítima.
- Parque nacional Patagonia, creado en 2018, tiene una superficie de 3045 km².

## Historia

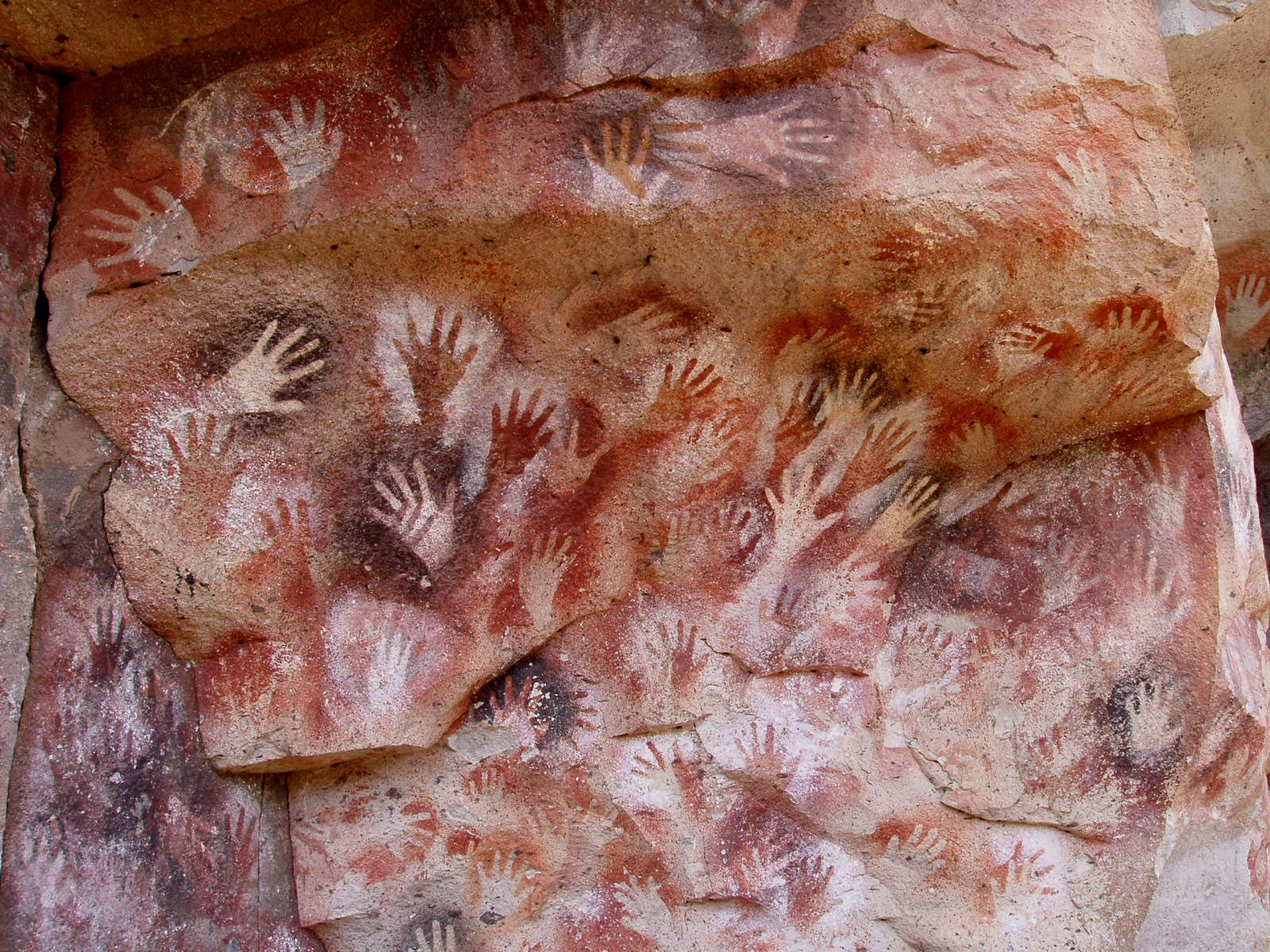
Cueva de las Manos, a orillas del río Pinturas, en Santa Cruz, Argentina, 7300 a. C.
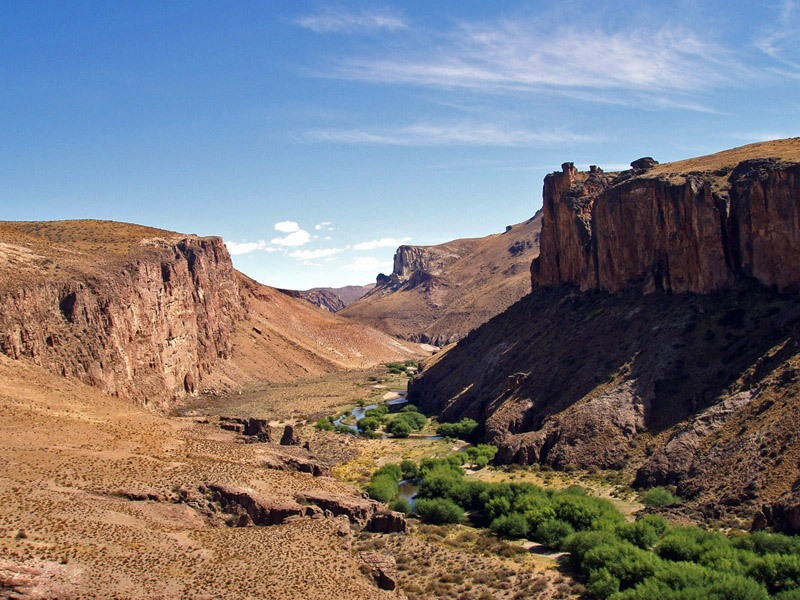
Río Pinturas, en cercanías de la Cueva de las Manos.
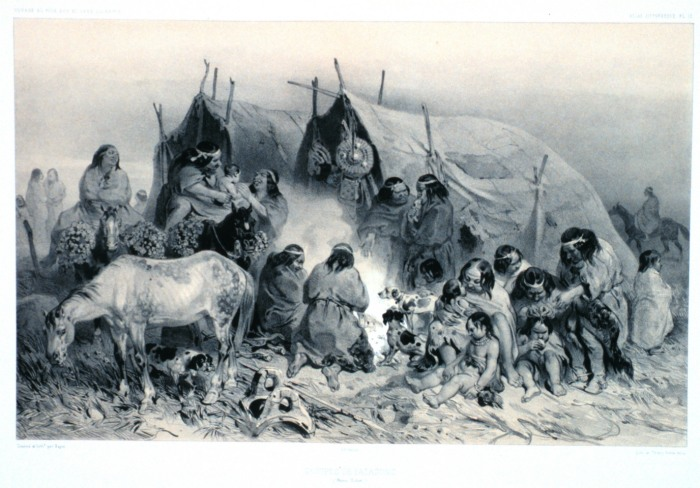
Grupo de aonikenk, dibujo francés de 1832.
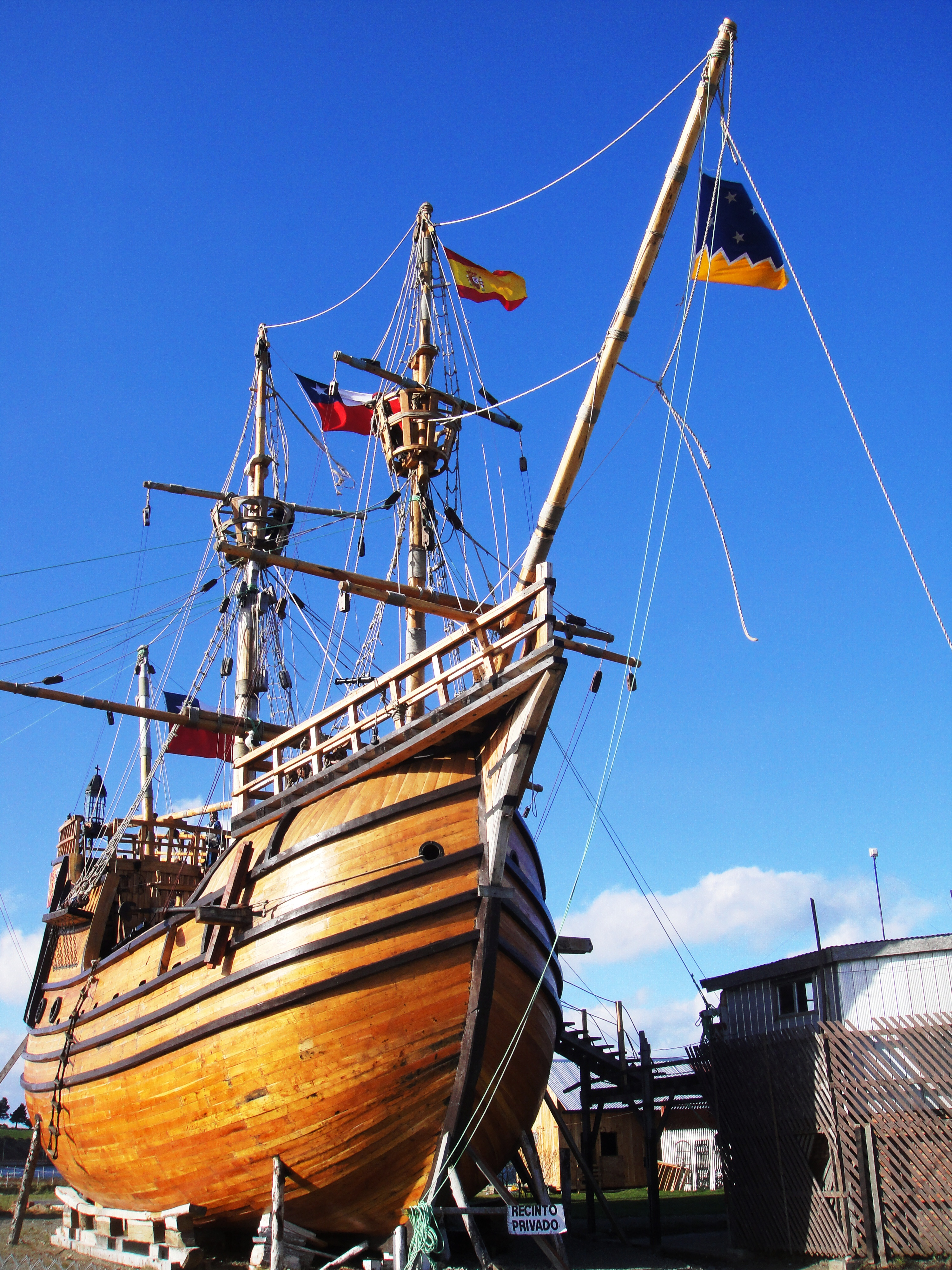
Réplica de la nao Victoria de Hernando de Magallanes en el Museo Nao Victoria de Punta Arenas.

Si bien se desconoce con exactitud cuando comenzó a poblarse la Patagonia, se suele aceptar la presencia humana en dichas tierras desde al menos 10 000 a. C. Antes de la llegada de los europeos, la Patagonia se encontraba poco poblada. Para el siglo XIX, la región norte estaba habitada principalmente por mapuches, y otros pueblos mapuchizados. Más al sur habitaban los puelches y varios pueblos de lengua chon, entre ellos los denominados "patagones" y otros cuya lengua no parece estrechamente relacionada con la de sus vecinos como los alacalufes, los chonos y yaganes.
En un comienzo, se denominaba como Patagonia a toda la zona austral del continente deshabitada por los europeos, es así que por su fachada atlántica desde 1522 y hasta el siglo XVIII, en los mapas, solía ser llamada Patagonia a toda la extensión inmediatamente al sur del estuario del Río de la Plata.
Durante esta época, existió la creencia de que en este territorio inhóspito existió una ciudad española de ubicación desconocida, conocida como la ciudad de los Césares. El interés por hallarla fue uno de los principales motivos de las exploraciones españolas en el área durante los siglos XVII y XVIII.

Disputa de la Patagonia Oriental, Tierra del Fuego y el estrecho de Magallanes entre Argentina y Chile durante el.

La falta de conocimiento del territorio y la inevitable imprecisión de la cartografía de la época, llevó a las marcaciones territoriales de las provincias virreinales a un plano tan difícil como difuso, amén que la Corona española no estaba interesada en realizar delimitaciones más precisas. Esta situación llevó a que los estados sucesores de España en la región disputaran su posesión a la vez que sus habitantes indígenas fueran reducidos. Finalmente se llega a una división general por medio del Tratado de 1881 entre Argentina y Chile.
Durante su viaje alrededor del mundo a bordo del HMS Beagle junto al capitán Robert Fitz Roy, entre los años 1832 y 1834, Charles Darwin recorrió las costas, estepas y montes de la Patagonia, dando importantes aportes en materia de: antropología, geología, zoología, y paleontología. Durante su recorrido por Puerto Deseado estudió al guanaco. En Puerto San Julián logró un análisis geológico de la Patagonia. Colectó fósiles de grandes animales extintos (entre estos los de un Toxodonte). Registró la actividad del cóndor y los distintos tipos de zorros de la Patagonia. Contribuyó en temas como el clima de las costas del estrecho de Magallanes, ascendió al monte Taru, recogió y analizó los hongos comestibles, los bosques nativos y las plantas marinas. Estas observaciones se recogieron en sus escritos que posteriormente derivarían en la teoría de la evolución.

## Turismo
La Patagonia es promocionada turísticamente por todas las agencias de turismo esparcidas por el mundo como uno de los sitios más recónditos y extremos. Por su lado, tanto la Argentina como Chile desarrollan numerosas actividades que explotan su belleza natural en un ámbito de turismo ecológico y sustentabilidad. La pesca con mosca en sus ríos y lagos, la navegación a vela, el montañismo, senderismo, rafting, esquí, la gastronomía, el turismo de grandes estancias, la selva andino patagónica etc. son las principales actividades turísticas de la Patagonia. Según un informe de 2009, la Patagonia argentina recibía un mayor flujo de turistas que la Patagonia chilena y la diferencia se había ido acrecentando desde 2003.
No obstante, la Patagonia chilena ha sido reseñada como una importante región turística a visitar. En diciembre de 2014, la sección de viajes de The Telegraph destacó su exploración como una de las veinticinco cosas que se deben hacer antes de morir, mientras que en octubre de 2016 la editorial de guías de viajes Lonely Planet la destacó como una de las diez regiones que había que visitar en 2017.

### Patagonia argentina
Algunos de los principales sitios turísticos en la Patagonia argentina son:
- San Carlos de Bariloche, en la provincia de Río Negro, el destino más visitado de toda la Patagonia y tercero en la Argentina. La ciudad, ubicada a orillas del lago Nahuel Huapi, tiene un característico estilo arquitectónico típicamente europeo, tiendas de todo tipo y numerosos lugares de interés turístico, como por ejemplo el cerro Catedral, el cerro Tronador, Llao Llao, el Centro Cívico y Colonia Suiza.
- El Calafate, ubicado sobre la orilla del lago Argentino y cercana al glaciar Perito Moreno, en la provincia de Santa Cruz, el más visitado e internacionalmente conocido de América del Sur.
- El Chaltén, también en Santa Cruz, en donde puede visitarse el monte Fitz Roy, al cual solo se accede turísticamente del lado argentino.
- Ushuaia, la capital de la provincia de Tierra del Fuego, Antártida e Islas del Atlántico Sur,

la ciudad más austral del mundo. Ella y sus alrededores cuentan con lugares de interés turístico, como: las islas argentinas en el canal Beagle, el Museo del Fin del Mundo, el tren más austral del mundo, el lago Fagnano y el centro de esquí más austral de la Tierra, el Complejo invernal Martial.
- Península Valdés y Puerto Madryn, en el litoral del mar Argentino de la provincia de Chubut, recibe la mayor población reproductora de ballenas francas australes, con más de 2000 ejemplares catalogados. La región contiene seis reservas naturales y está considerada uno de los principales y más importantes destinos de avistamiento de ballenas en el planeta, el cual se realiza alrededor de Puerto Pirámides y de la ciudad de Puerto Madryn, esta última no se encuentra en la península, sino a pocos kilómetros. Además se reproducen en la zona: delfines, toninas overas, pingüinos patagónicos, elefantes marinos australes, lobos marinos y gran variedad de aves, entre otros.
- Las Grutas, el balneario más importante de toda la Patagonia, ubicado en la provincia de Río Negro, posee playas de arena fina y acantilados suaves, con aguas cristalinas y templadas.
- San Martín de Los Andes, ciudad del sudoeste de la provincia del Neuquén cuenta con importantes sitios turísticos como el volcán Lanín, el lago Lácar y Chapelco, este último es un cerro para la práctica de deportes invernales.
- Villa La Angostura, en la provincia de Neuquén, ubicada entre Bariloche y San Martín de Los Andes, frecuentado destino turístico, con el cerro Bayo para la práctica de esquí.
- Esquel, en la provincia de Chubut, cuenta con el centro de esquí La Hoya.
- Villa Traful, pequeño pueblo neuquino ubicado a 60 km de Villa La Angostura, en las cercanías del Lago Traful con el bosque sumergido de Traful.
- El parque nacional Los Arrayanes en que se protege especialmente al arrayán (Luma apiculata), en la península de Quetrihué, situada a orillas del lago Nahuel Huapi en la provincia del Neuquén.
- El noroeste de la provincia del Chubut, donde se encuentran importantes parques nacionales además de pequeñas localidades turísticas como: Villa Lago Rivadavia, El Maitén, Hoyo de Epuyén, Cholila y Epuyén.
- El Bolsón, ciudad emplazada al pie del cerro Piltriquitrón y ubicada en la provincia de Río Negro, en la frontera con Chubut.
- Trelew, ciudad de la provincia del Chubut a 90 km hacia el sur de Puerto Madryn, otra de las ciudades de las colonias galesas en la Patagonia. Ofrece a los turistas el Museo Egidio Feruglio (MEF), donde descansan los restos fosilizados de los dinosaurios que habitaron la Patagonia. A 120 km de ella, se puede visitar la colonia de pingüinos en Punta Tombo, con más de 500 000 ejemplares de pingüinos de Magallanes.

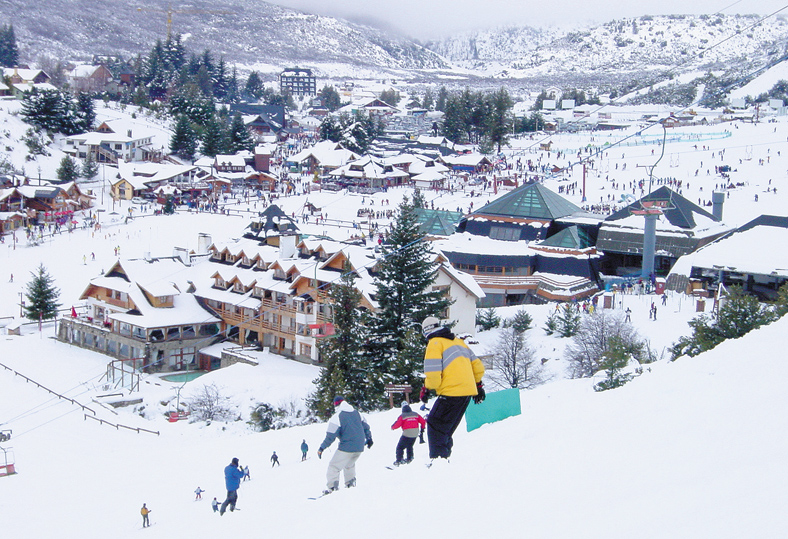
Centro de esquí cerro Catedral.
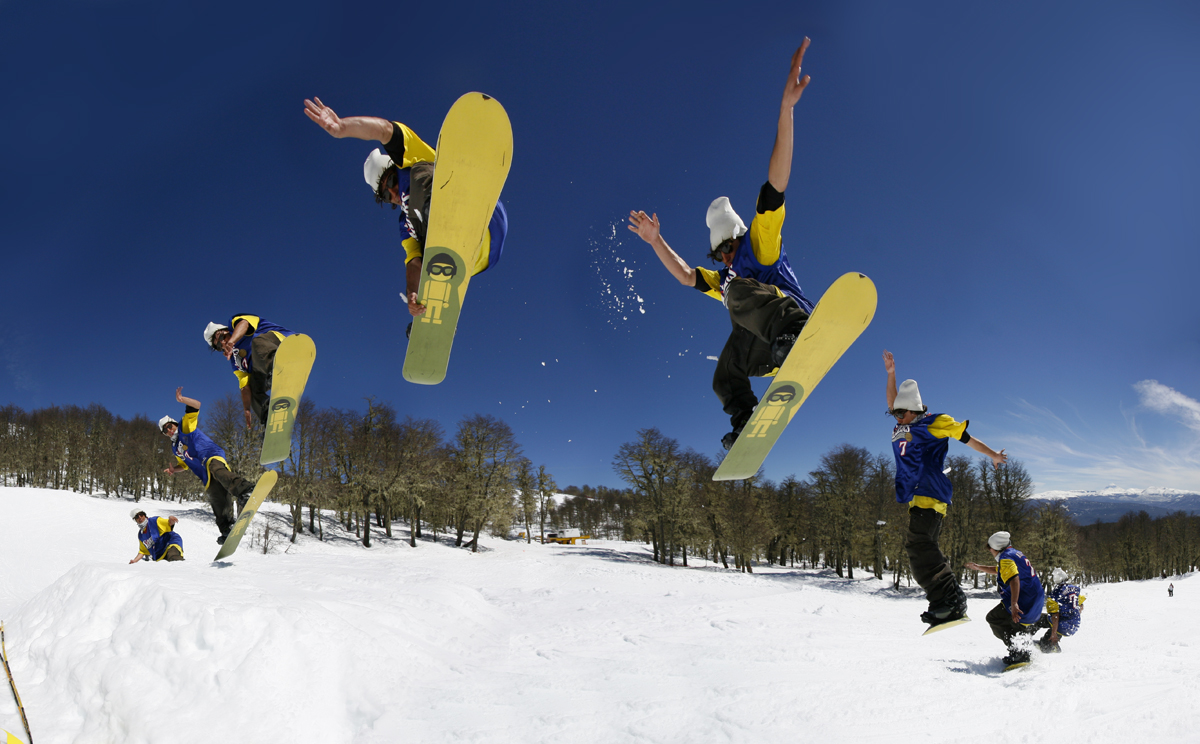
Práctica de snowboard en cerro Chapelco, en las cercanías de San Martín de los Andes.
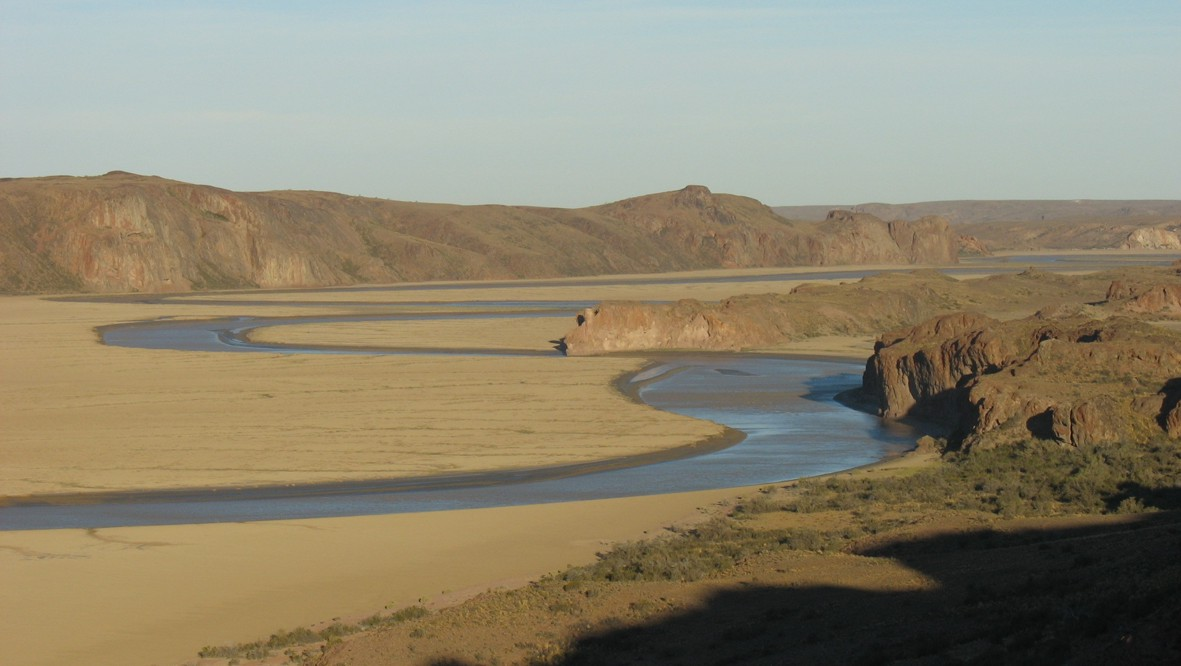
Ria del Río Deseado, en su desembocadura al mar.
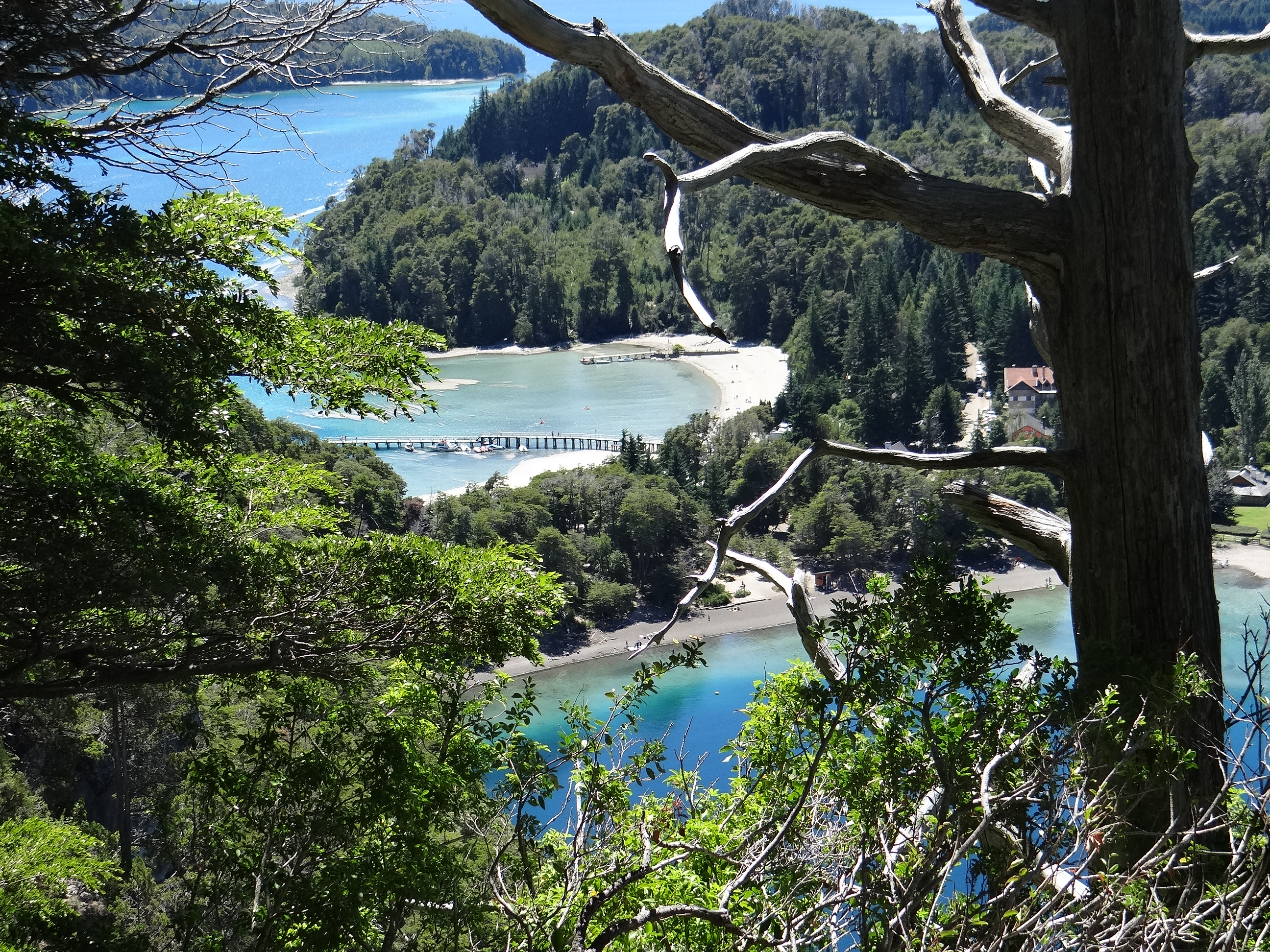
Istmo de Quetrihué visto desde el mirador de Bahía Mansa, Villa La Angostura.
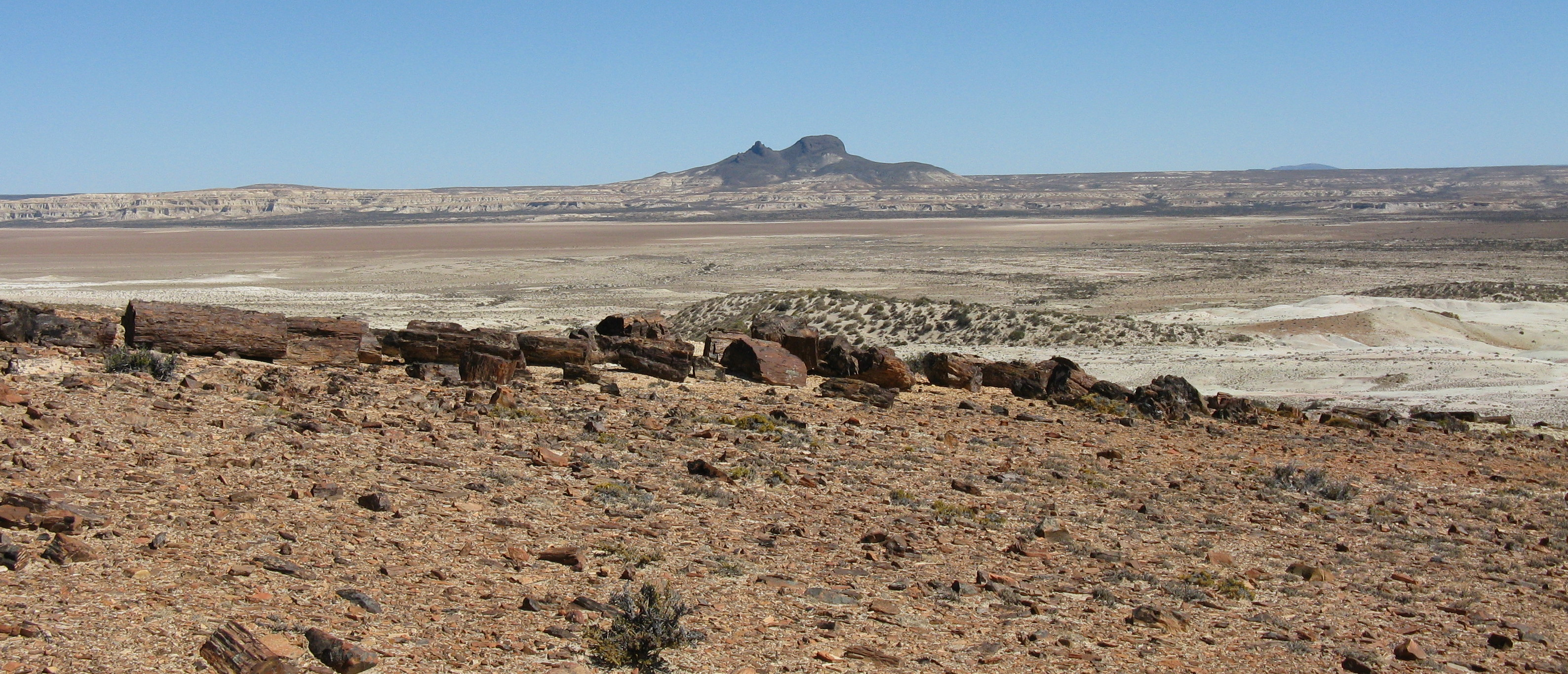
Cerros Madre e Hija del Bosque Petrificado Jaramillo, en Santa Cruz.
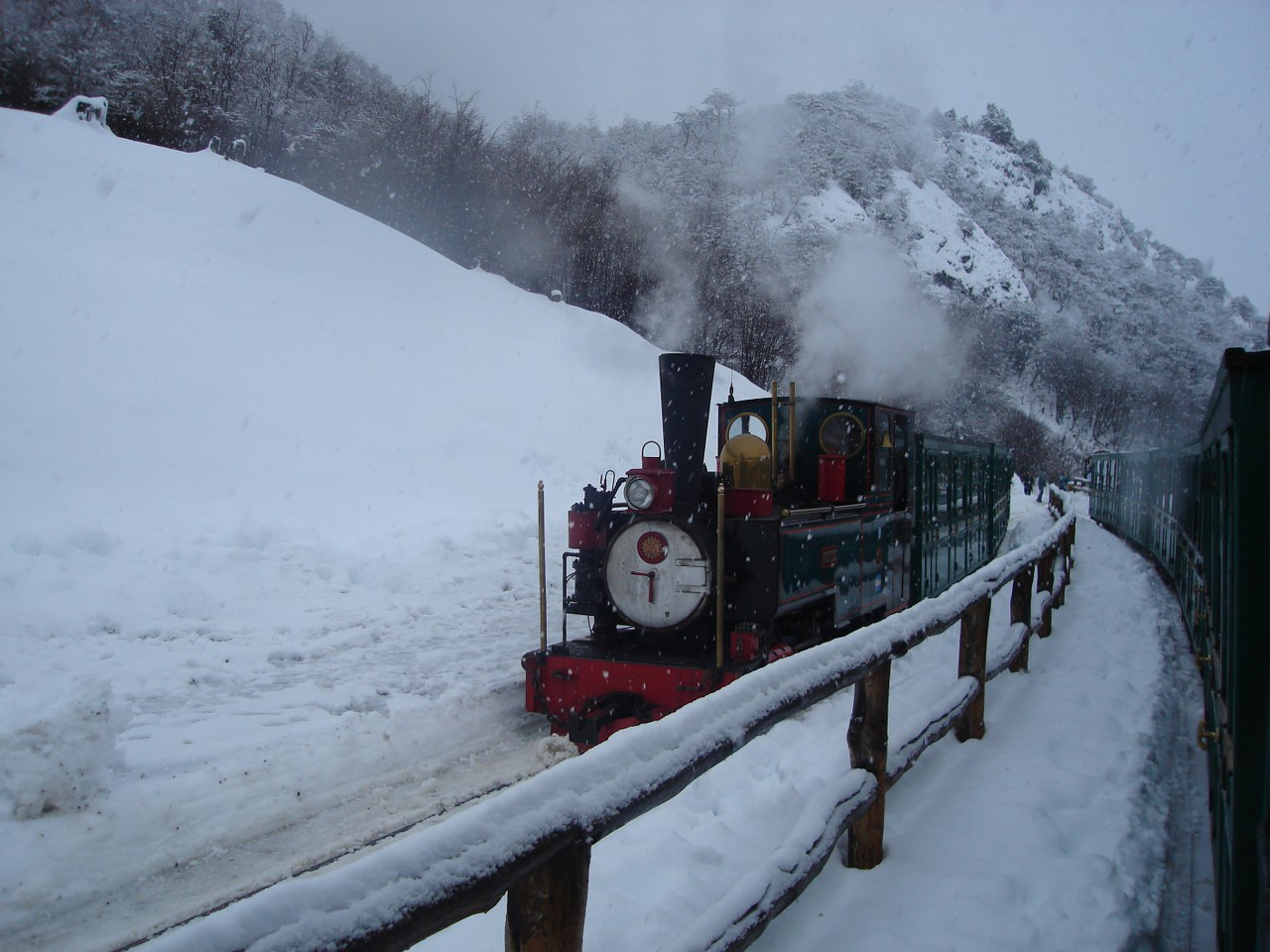
El Tren del Fin del Mundo, en Ushuaia.

### Patagonia chilena
Algunos de los principales destinos turísticos en la Patagonia chilena son:
- Punta Arenas. La capital de la Patagonia chilena, en la cual destaca la visita al Fuerte Bulnes y la navegación por el ribereño estrecho de Magallanes.
- Coyhaique. En sus alrededores es posible visitar fundos ovinos en donde observar el trabajo ganadero.
- Puerto Aysén. Desde esta ciudad se visita la laguna San Rafael, la cual posee el glaciar a nivel del mar más cercano al ecuador terrestre.[43]
- Puerto Williams. Es la ciudad base para explorar la isla Navarino. Allí se encuentra el Museo Antropológico Martín Gusinde, «el más austral del mundo».[44] En sus alrededores, habitan los últimos descendientes de la etnia yagán o yámana. Desde 2019, se denomina "la ciudad más austral del mundo".
- Porvenir. Se sitúa en el sector chileno de la Isla Grande de Tierra del Fuego, frente a la ciudad de Punta Arenas.
- Puerto Natales. Es la puerta de entrada al parque nacional Torres del Paine y al monumento natural Cueva del Milodón, además de ser una ciudad visitada todo el año por turistas de todo el mundo.
- Parque nacional Laguna San Rafael. Es un parque nacional ubicado en la Región de Aysén, dentro de parque se encuentran los Campos de hielo norte de donde nacen diversos glaciares como el Glaciar San Rafael que es el más cercado al Ecuador a nivel del mar.
- Parque nacional Torres del Paine. Es uno de los parques más grandes y visitados de Chile y de toda la Patagonia, ubicado en la Región de Magallanes, la revista National Geographic lo escogió como el quinto lugar más hermoso del mundo, así como en 2013 fue escogido como la octava maravilla del mundo.
- Puerto Varas: Ciudad considerada como la entrada a la Patagonia chilena, famosa por su arquitectura alemana.
- Glaciar Pio XI (O también Brüggen): Es el glaciar más grande de Sudamérica y de todo el Hemisferio sur fuera de la Antártida.
- Carretera Austral: Principal ruta que conecta la Patagonia chilena desde Puerto Montt hasta Villa O´Higgins a lo largo de 1420 kilómetros de longitud.
- Puerto Williams: Considerada como la ciudad más austral del mundo.
- Parque nacional Bernardo O'Higgins: Es el parque nacional más grande de Chile, está ubicado entre las regiones de Aysén y Magallanes, es conocido por sus glaciares y su gran variedad de flora y fauna.
- Frutillar: Ciudad ubicada en la Región de Los Lagos, conocida por su festival de música clásica las Semanas Musicales de Frutillar y su arquitectura alemana.
- Caleta Tortel: Ciudad ubicada en la Región de Aysén, famosa por no tener calles, sino pasarelas de madera.

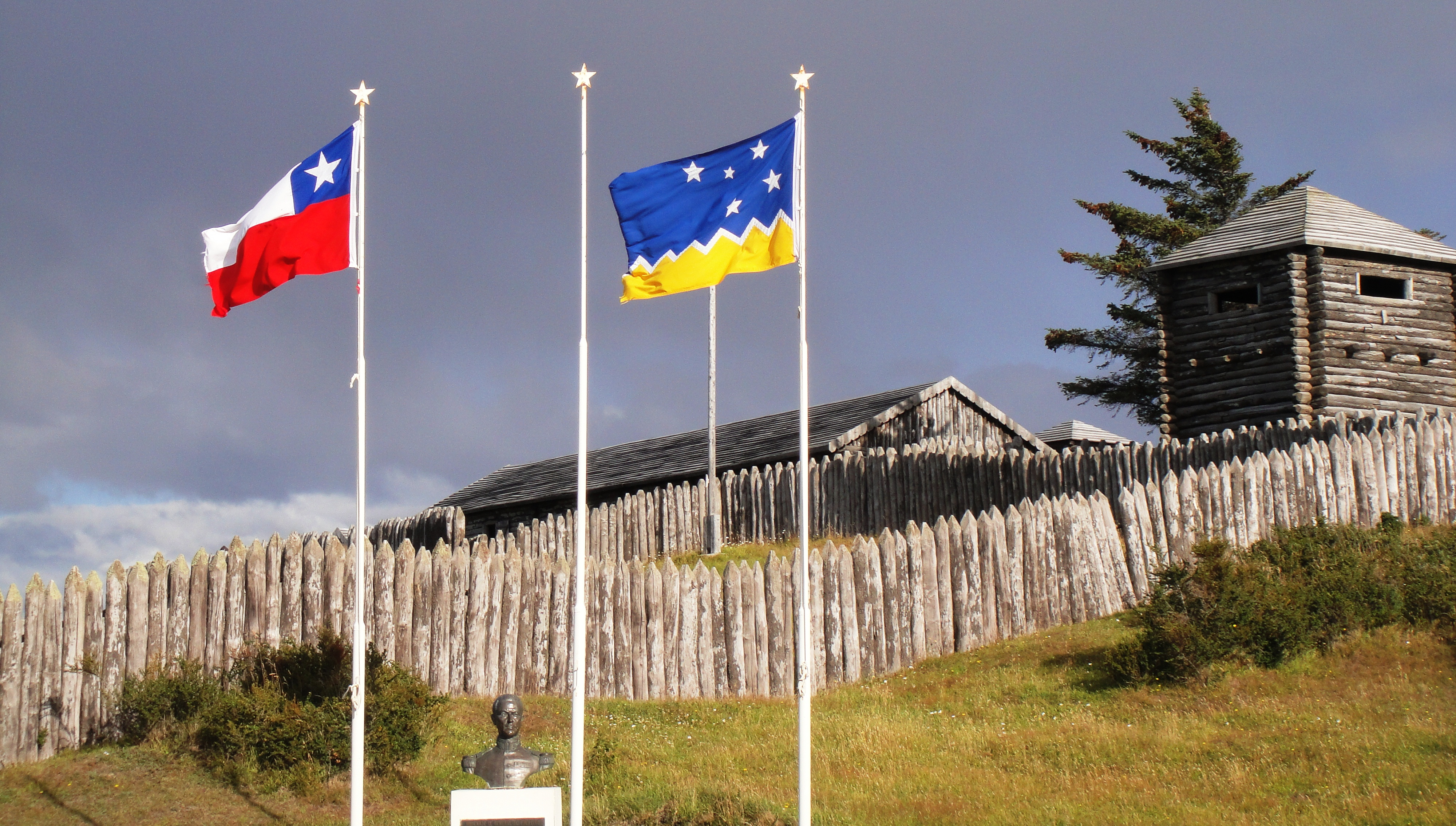
Fuerte Bulnes, Región de Magallanes.
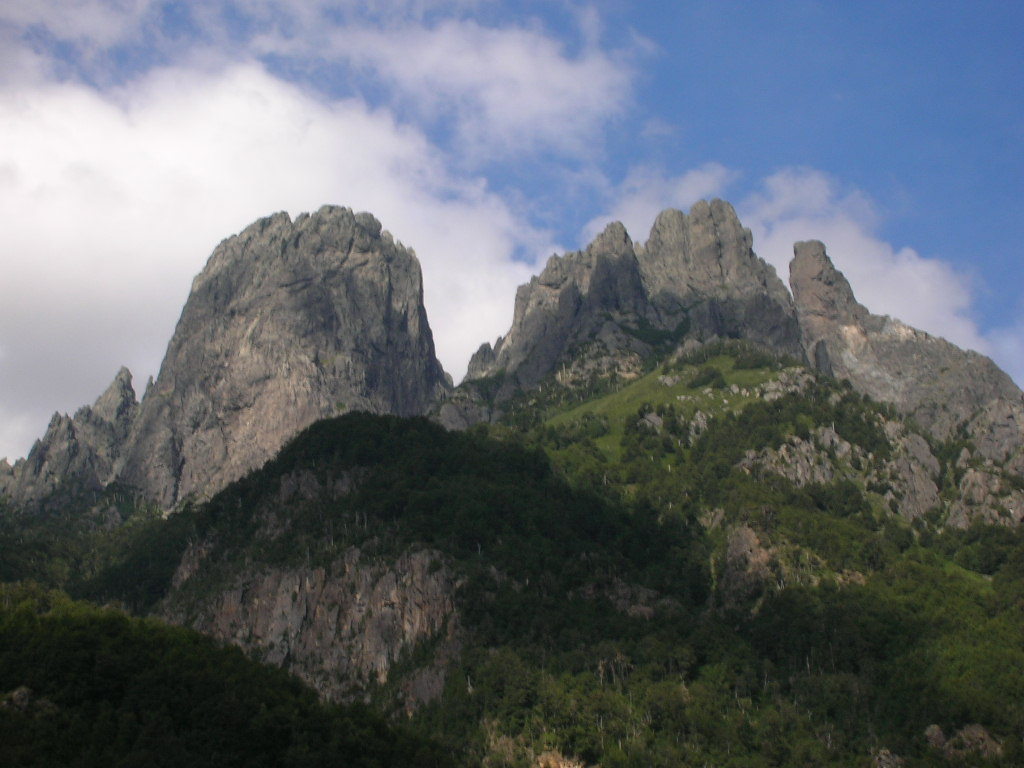
Cerro Las Peinetas, en la región de la Araucanía.
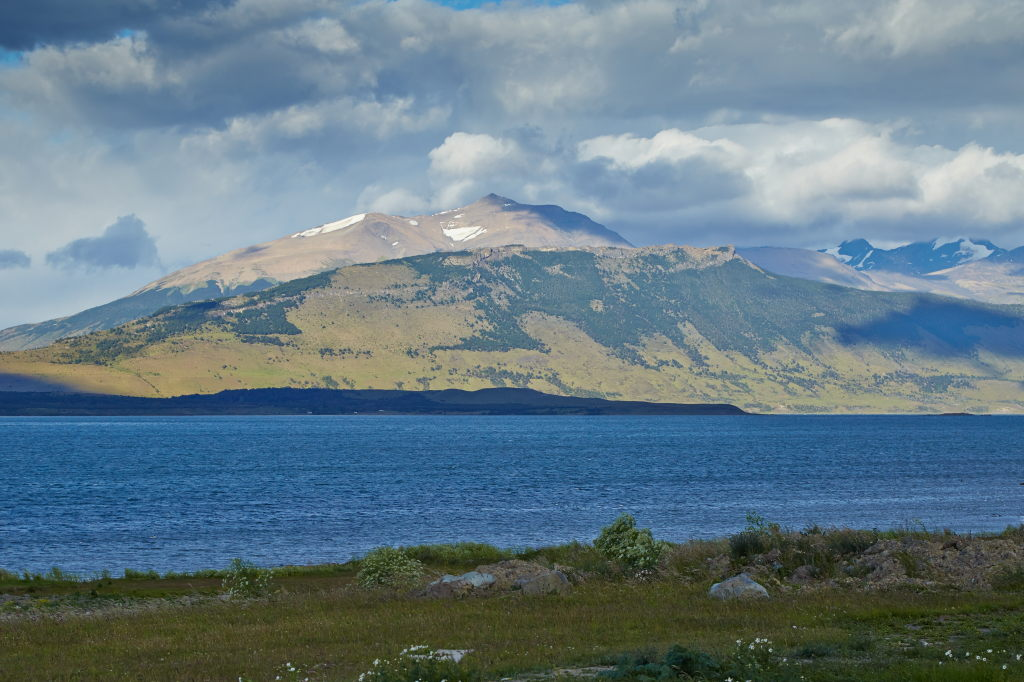
Puerto Bories, en la región de Aysén.
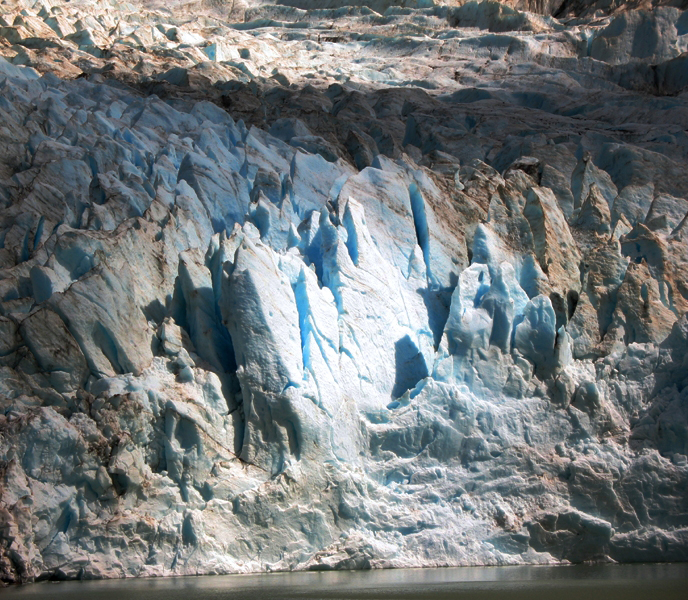
Glaciar Serrano, en la región de Magallanes.
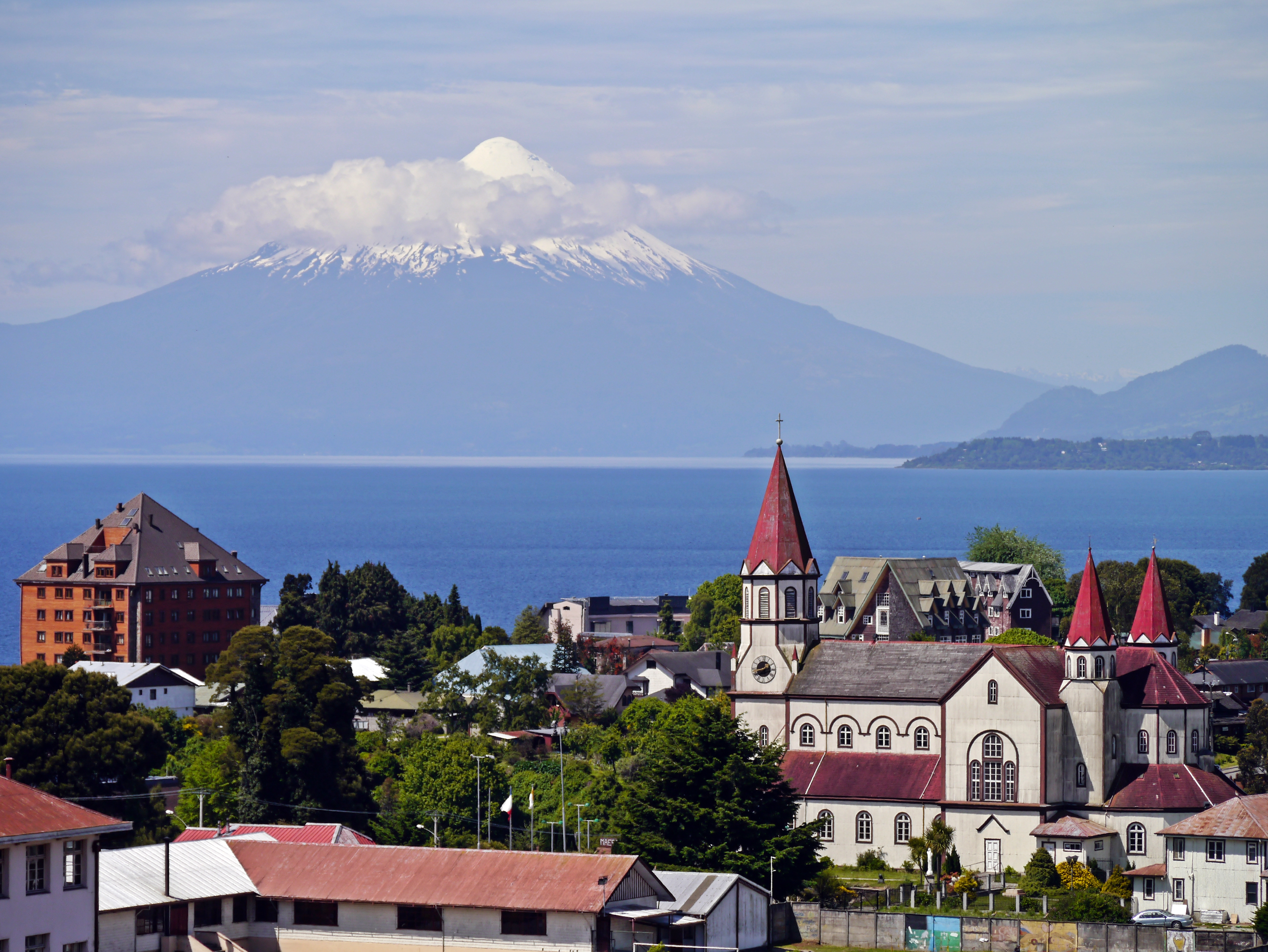
El volcán Osorno visto desde Puerto Varas, en la región de Los Lagos.
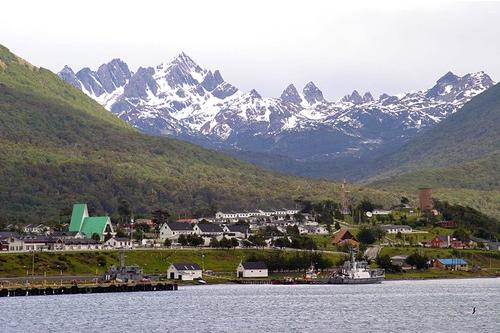
Puerto Williams, Región de Magallanes.
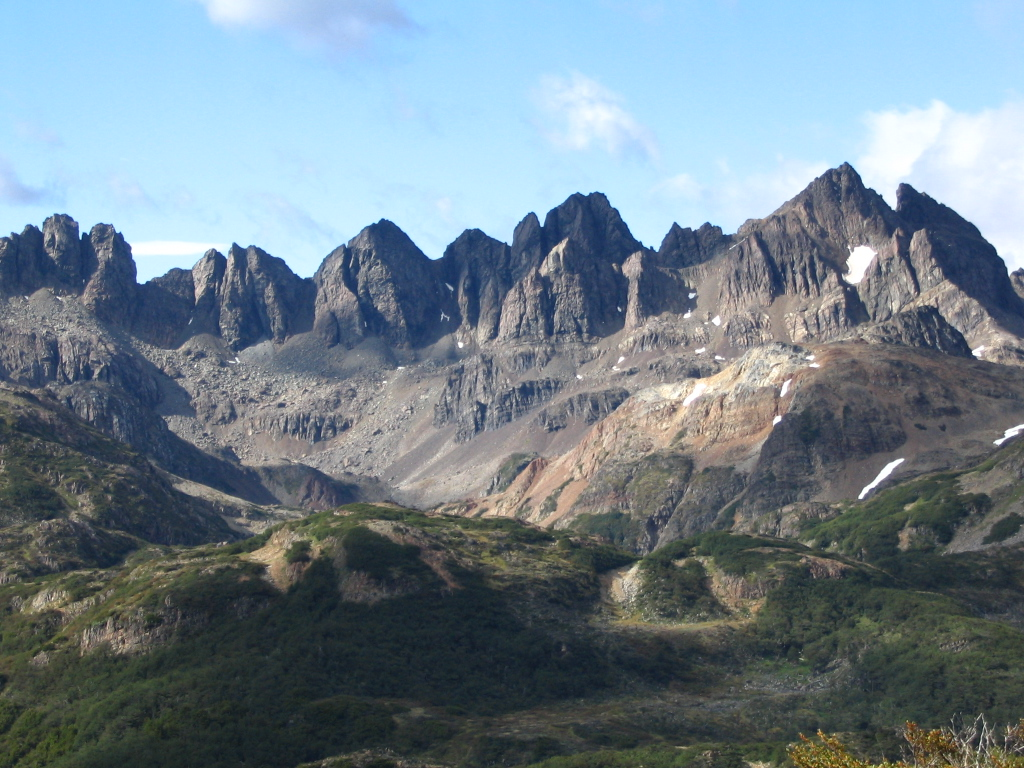
Dientes de Navarino, Región de Magallanes.